# Fürst-Anselm-Allee

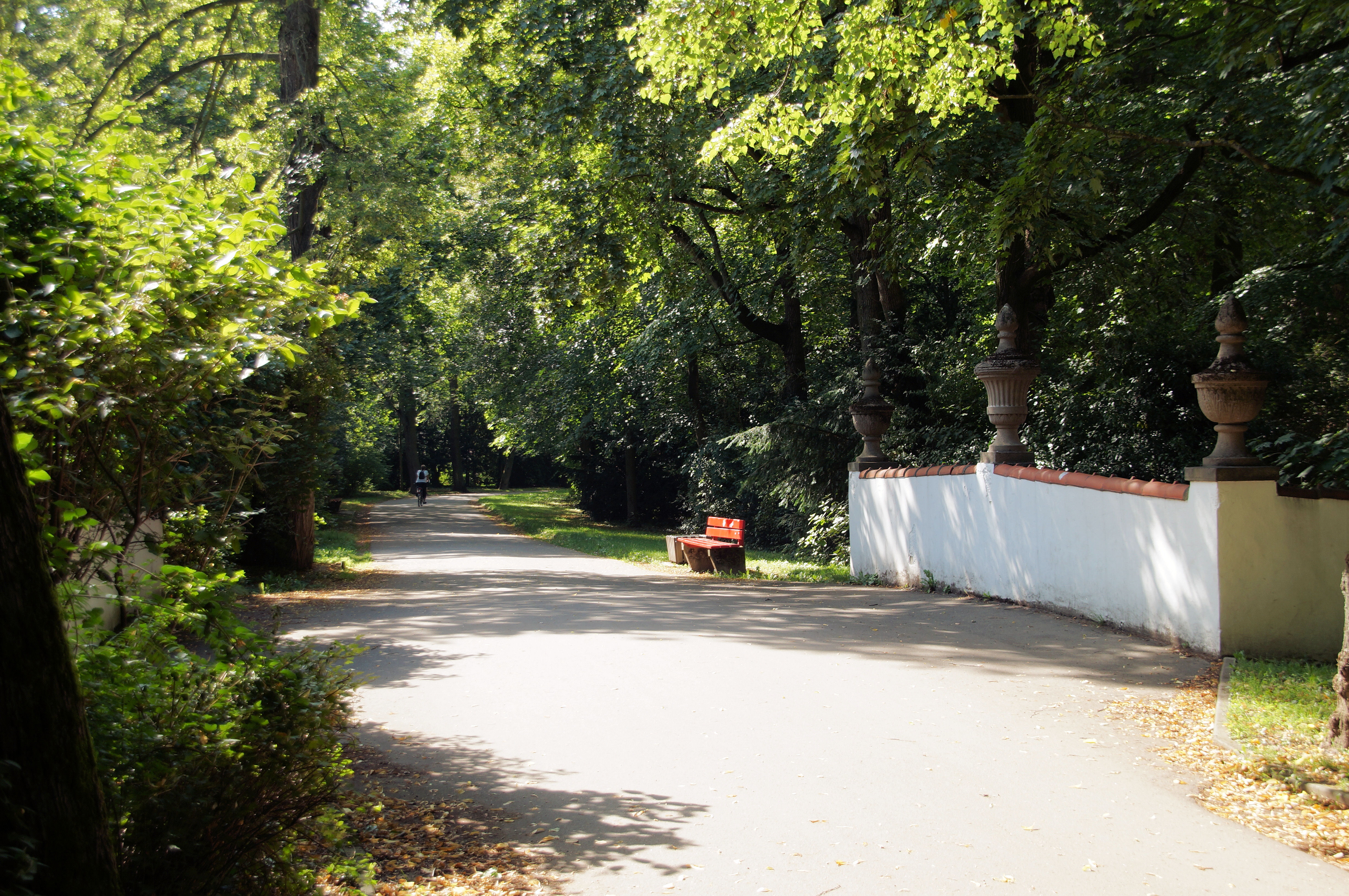
Fürst-Anselm-Allee südlich von Schloss St. Emmeram

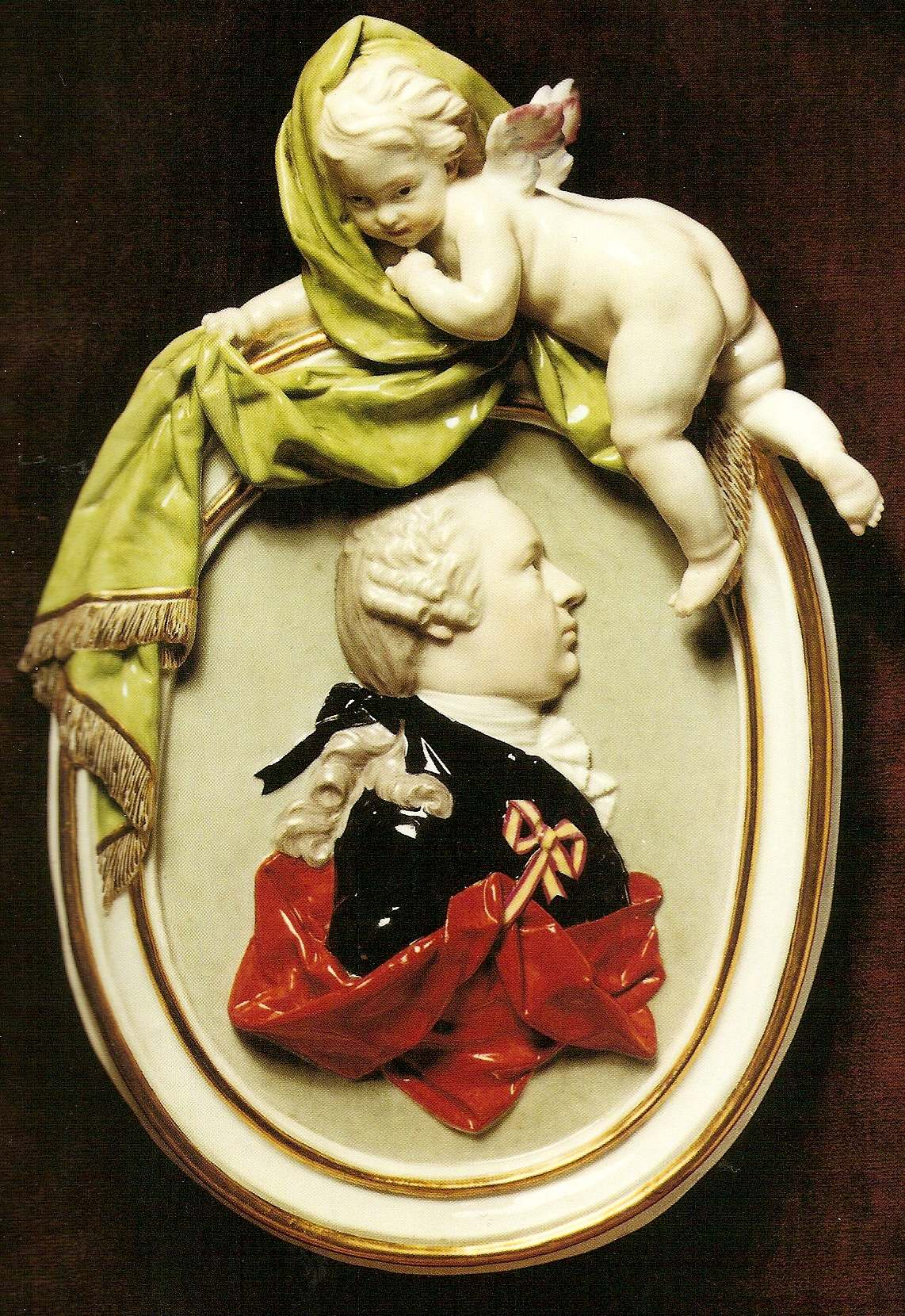
K. Anselm v. Thurn u. Taxis, Porzellanporträt von Johann Peter Melchior

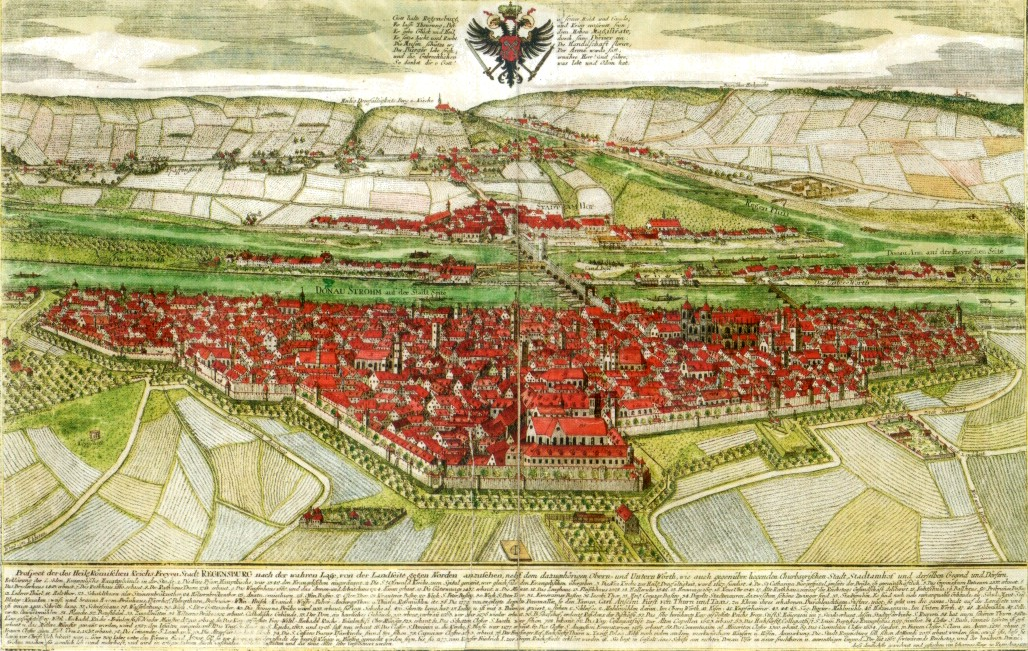
Detaillierter Verlauf der Allee (Süden)

Die Fürst Anselm Allee in Regensburg ist eine Baumallee im Stil englischer Landschaftsgärten, die dem Verlauf der ehemaligen mittelalterlichen Stadtmauer folgt. Die Anlage der Allee wurde veranlasst von Fürst Karl Anselm von Thurn und Taxis, der den Bau der Allee zwischen 1779 und 1781 auch finanziert hat. Die zweireihige Baumallee entstand auf dem Geländestreifen der verfallenen Vorwerke der damals noch vollständig erhaltenen, landseitigen Stadtbefestigungsanlagen. Der Verlauf der Allee zeigt deshalb den Verlauf der Stadtmauer an. Im Laufe des 19. Jahrhunderts wurde die Allee erweitert und durch den Bau von einigen Denkmälern aufgewertet. Nach dem Abriss der Stadtmauer und dem Neubau des Bahnhofs musste die Allee nach Durchbrüchen neuer Straßen Richtung Bahnhof erste Verluste hinnehmen. Im Umfeld der Allee kam es in den Folgejahren mit dem Bau von Gartenvillen und Wohnhäusern zur Ansiedlung von Bürgern. Im 20. Jahrhundert musste die Allee Substanzverluste durch Baumaßnahmen und zunehmenden Verkehr verkraften.
Heute wird die ca. 3 km lange Allee im westlichen Teil nach dem ehemaligen Vorort Prebrunn als Prebrunnallee bezeichnet, im südlichen Abschnitt beim Schloss Thurn und Taxis als Fürstenallee und im östlichen Abschnitt schlicht als Ostenallee. Zusammen ergeben die drei Abschnitte der Fürst-Anselm-Allee die Gebietsgrenze des Weltkulturerbes Altstadt von Regensburg mit Stadtamhof. Damit ist die Fürst-Anselm-Allee zu Recht auch Teil des Weltkulturerbes, denn sie hat die bauliche Entwicklung der Stadt Regensburg maßgeblich beeinflusst.

## Anlage der Allee
Im Jahr 1779 entschloss sich Fürst Karl Anselm von Thurn und Taxis, zum Nutzen und Vergnügen der Einwohnerschaft von Regensburg, zur Zierde der Stadt und zur Gesundheit der Bevölkerung eine doppelreihige Baumallee vom Jakobstor im Westen bis zum Ostentor auf eigene Kosten anlegen zu lassen. Auch wenn beim Fürsten der Wunsch nach einer dauerhaften Denkmalsetzung für sich selbst vorhanden war, so liegt dem Entschluss im Sinne der Aufklärung auch eine bewusste Absicht zur Verschönerung der Stadt und ein Mäzenatentum der besonderen Art zu Grunde, das eine fürsorgliche Gesundheitsmaßnahme für alle Bürger im Auge hatte. Erbaut wurde die Allee zunächst auf dem Gelände der kleineren, bereits teilweise verfallenen und von Bewuchs überwucherten zehn Vorwerke vor den Befestigungsanlagen. Die zwei größeren Vorwerke beim Prebrunntor und beim Peterstor blieben zunächst ausgespart und wurden erst später nach 1803 in die Allee bzw. in die damals neu entstehende Parkanlagen wie den Herzogspark und Schlosspark eingebunden. Zur Anlage der Allee mussten die Wälle und Reste der Vorwerke eingeebnet bzw. beseitigt und vorhandene Gräben und entstandene Tümpel durch Erdbaumaßnahmen ausgeglichen werden. Für diese vorbereitenden Erdarbeiten waren 50 Mann und 4 Fuhrleute zwei Jahre lang beschäftigt. Die Gesamtkosten betrugen über 12.000 Gulden.

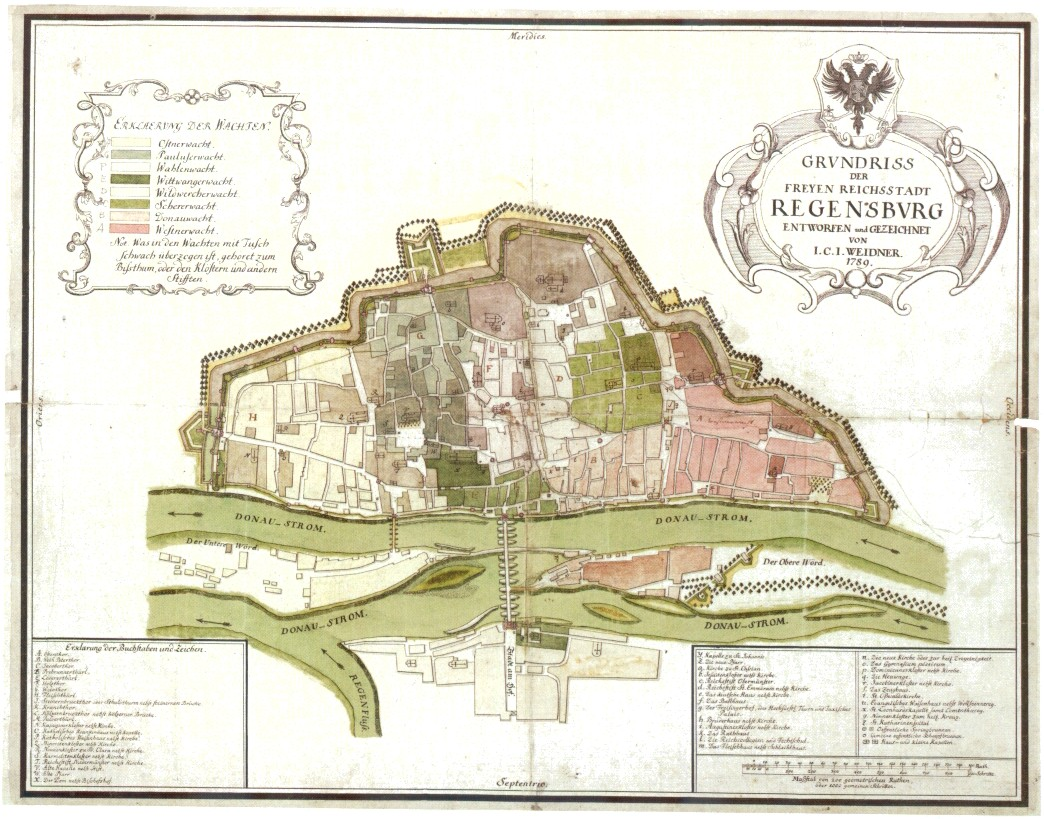
Schematische Darstellung der 2-reihigen Baumallee (oben, Süden) 1789
Flusslandschaft Regensburg (unten Norden)

Die neue Allee sollte vor dem Stadtgraben und vor dem Zwingergelände und damit ca. 40–50 m vor der damals noch vollständig erhaltenen Stadtmauer verlaufen. Die mit Zahlen belegbare Anzahl der damals gepflanzten Bäume beträgt 1500, davon allein ca. 1000 Linden und weitere verschiedene Baumarten, wie Vogelbeere, Lärche, Ahorn, Pappel, Weide, Weißbuche, Eiche, Akazie und auch Obstbäume wie Nuss-, Apfel- und Kirschbäume. Die tatsächlich gepflanzte Anzahl von Bäumen wird als deutlich höher eingeschätzt. 1781 am Ende der Baumaßnahmen war eine schmale zweireihige Baumallee entstanden, die von einem zeitgenössischen Betrachter aber noch als ziemlich schmal empfunden wurde. Aber bereits in den Jahren nach 1803 wurde die Allee verlängert und im mittleren Abschnitt zwischen Jakobstor und Maximilianstraße, dort wo auch das Schloss Thurn und Taxis lag, so ausgebaut, dass sie in Stadtführern erwähnt und hoch gelobt wurde.
Der Rat der Stadt Regensburg ließ den Münzmeister eine Gedenkmedaille mit dem Brustbild des Fürsten prägen, gerahmt von der Umschrift „Carl Anselm, des Heiligen Römischen Reichs Fürst von Thurn und Taxis, der Kaiserlichen Majestät kaiserlicher Prinzipalkommissar am Reichstag“. Die Rückseite trug die lateinische Inschrift: „Aus Anlass der Errichtung einer öffentlichen Allee für die Stadt, einer neuen Zierde, hat diese Münze dem fürstlichen Spender, der sich so oft schon um das Vaterland verdient gemacht hat, 1779 anfertigen lassen.“ Ein Ratsdekret verfügte noch im gleichen Jahr, dass die Allee forthin mit dem Namen des Fürsten benannt werden und für die Erhaltung der Allee aufmerksame Sorge getragen werden solle.

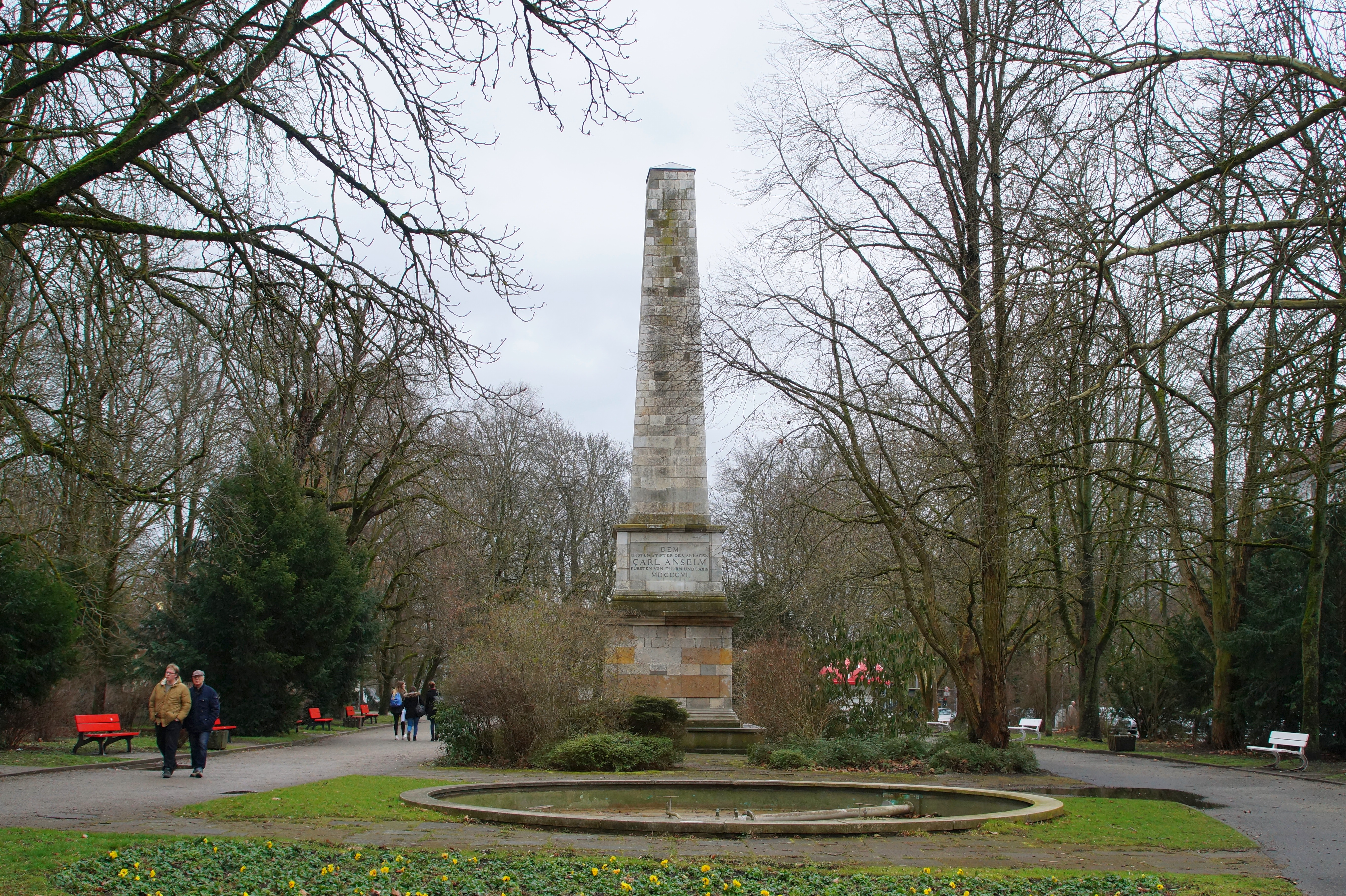
Obelisk, Denkmal
für den Stifter der Allee
Fürst Anselm von Thurn u. Taxis

Die Sorge um den Erhalt der neuen Allee war berechtigt, denn die Bürger der Stadt waren seit Jahrzehnten daran gewöhnt, den nun nicht mehr zugänglichen Bereich der Allee für ihre Zwecke zu nutzen. Bisher wurde auf dem Gelände gefahren, geritten, Vögel gefangen, Holz, Laub und Früchte gesammelt und nicht zuletzt auch Wäsche getrocknet und gebleicht. Sogar Viehzucht mit Schafen und Ziegen wurde betrieben und Schweine zur Suhle getrieben. Dementsprechend gab es in den ersten Jahren der Allee große Schäden durch das Befahren der Wege mit Karren und Pferden, durch Fraßschäden an jungen Bäumen und immer wieder auch Schäden durch Abholzungen. Der Rat der Stadt verhängte zwar drastische Strafen, jedoch blieb die Nutzung der Allee als Weidefläche weiterhin üblich, bis der Rat drohte die Weidetiere abzuschießen.

## Ausbau und Nutzung der Allee

### Beginn von Bebauung und Nutzung
1803 begann die Regierungszeit des aufgeklärten Landesherren Fürstprimas Karl Theodor von Dalberg, der sich von vornherein vorgenommen hatte, seine Residenzstadt Regensburg durch die Erweiterung der Allee zu verschönern. Als Freund und Gönner der bereits 1790 gegründeten Botanischen Gesellschaft überließ er der Gesellschaft das an die Allee angrenzende große Gartengelände von Kloster Emmeram, um dort einen botanischen Garten anzulegen. Heute ist dieses Gelände Teil des Thurn und Taxis Schlossparks.
1804 traf Dalbergs Hofgärtner aus Aschaffenburg in Regensburg ein und begann mit Planungen zur Erweiterung der Allee. Im Bereich vor dem Peterstor und dem Jakobstor wurden zusätzliche Grundstücke angekauft und Dalberg selbst gewährte jährlich 2.000 Gulden aus seiner Privatkasse zum Unterhalt der Allee.
In dieser Zeit der beginnenden Wertschätzung der Allee kam es auch zu ersten privaten Initiativen von wohlhabenden Bürgern und sogar von einigen Gesandten am Immerwährenden Reichstag. Am südlichen Rand der Allee, auf dem Gelände der heutigen Albert- und Margaretenstraße wurden Grundstücke erworben, Gärten angelegt und mit dem Bau von Sommerhäusern begonnen. Die damals vor dem Bau von Bahnhof und Bahnlinien noch völlig freie Lage, die Nähe zur Stadt und die Nähe der Baumallee veranlassten Regensburger Bürger, hier Gärten anzulegen und Sommerhäuser und kleine Villen zu bauen. Mehrere Jahrzehnte später wurden diese Sommerhäuser zu großen Villen ausgebaut.
Besonders aktiv und engagiert war Kaspar Maria von Sternberg, der 1800 zum Domherrn in Regensburg ernannt worden war und 1802 als Stellvertreter des Fürsten Karl Alexander von Thurn und Taxis in der politischen Verwaltung des Fürstbistums Regensburg mitwirkte. Er nutzte Amt und Stellung, um das Grundstück des großen, verfallenen Außenwerkes vor dem Peterstor zu erwerben, das dem geplanten Garten der botanischen Gesellschaft östlich benachbart war.

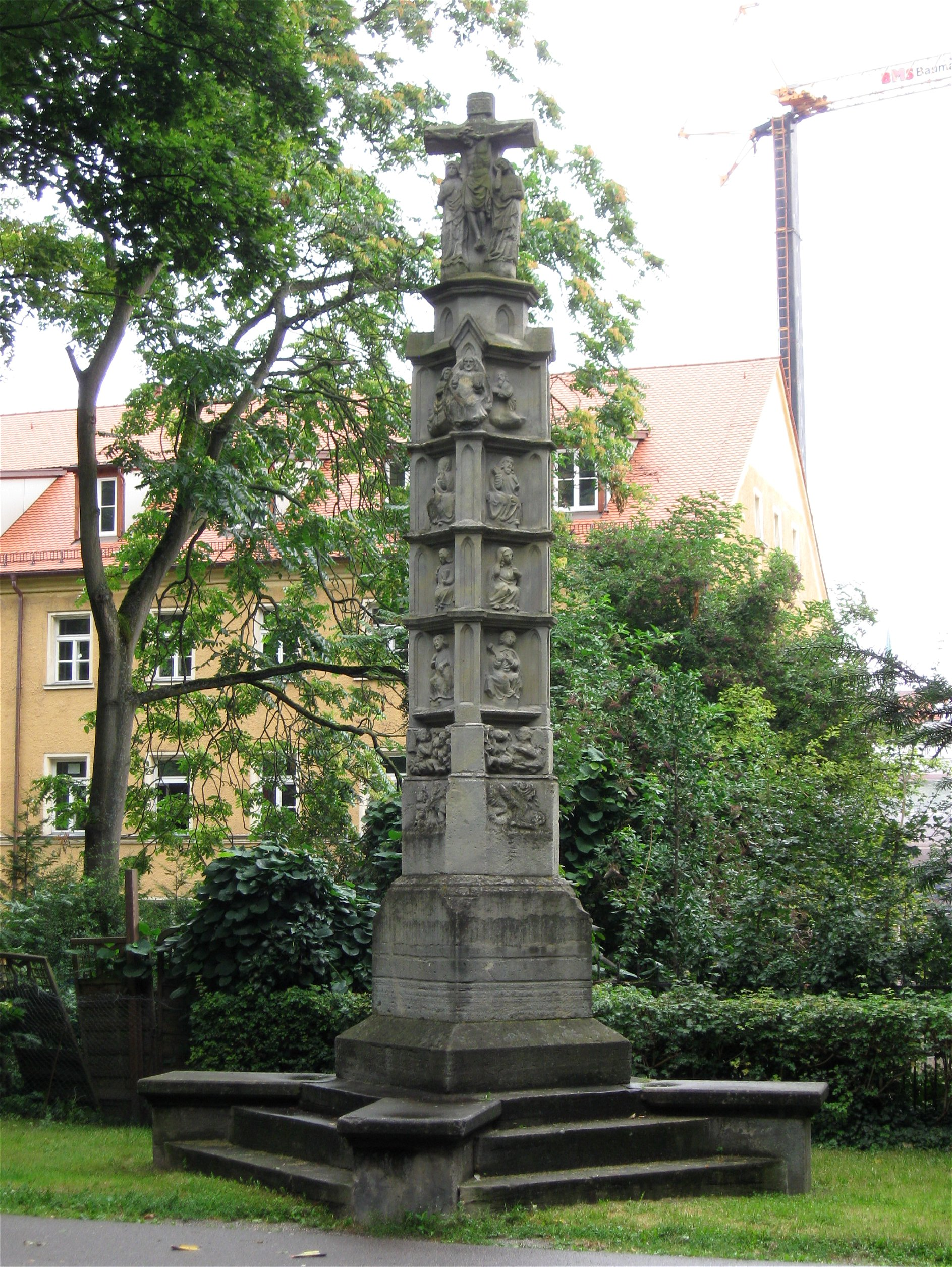
Predigtsäule, am Petersweg

1806 ließ Sternberg in Sichtweite des Obelisken für den 1805 verstorbenen Fürsten Karl Anselm und mit Aussicht auf das in Planung begriffene Kepler-Denkmal und die im Mittelalter entstandene Predigtsäule als zusätzliche Attraktion und als Treffpunkt für botanisch interessierte Bürger und Naturwissenschaftler ein Gartenpalais errichten, das die Schaufront zum Alleenweg hatte. Vorübergehende sollten die Inschrift über dem Portikus lesen können: Das Schöne in Verbindung mit dem Guten. Dieses Gartenpalais wurde zu einem Treffpunkt der Mitglieder der botanischen Gesellschaft.
Im April 1809 wurden im Verlauf der napoleonischen Kriege der botanische Garten und auch das Gartenpalais und einige anderen Anlagen der Allee im April 1809 schwer beschädigt. Das erst im Dezember 1808 eingeweihte Kepler-Denkmal blieb jedoch von den Kämpfen verschont, ebenso wie die Predigtsäule.
1810 fiel das Fürstentum Regensburg und damit auch das gesamte Gelände der Allee einschließlich des Gartenpalais mit seinen Anlagen an das Königreich Bayern. Das Gartenpalais und die zugehörigen Gartenanlagen wurden bereits 1813 für 6.000 Gulden von Karl Alexander von Thurn und Taxis aufgekauft und bilden heute den Schlosspark. Der Fürst ließ das teilzerstörte Gartenpalais renovieren und zum Alterssitz Theresens Ruh für seine Ehefrau, die Fürstin Therese von Thurn und Taxis umgestalten. Das Gelände der die Stadt umschließenden Allee kam erst in der Amtszeit von Bürgermeister Oskar von Stobäus Ende des 19. Jahrhunderts wieder in das Eigentum der Stadt Regensburg.

Denkmäler in der Fürst-Anselm-Allee
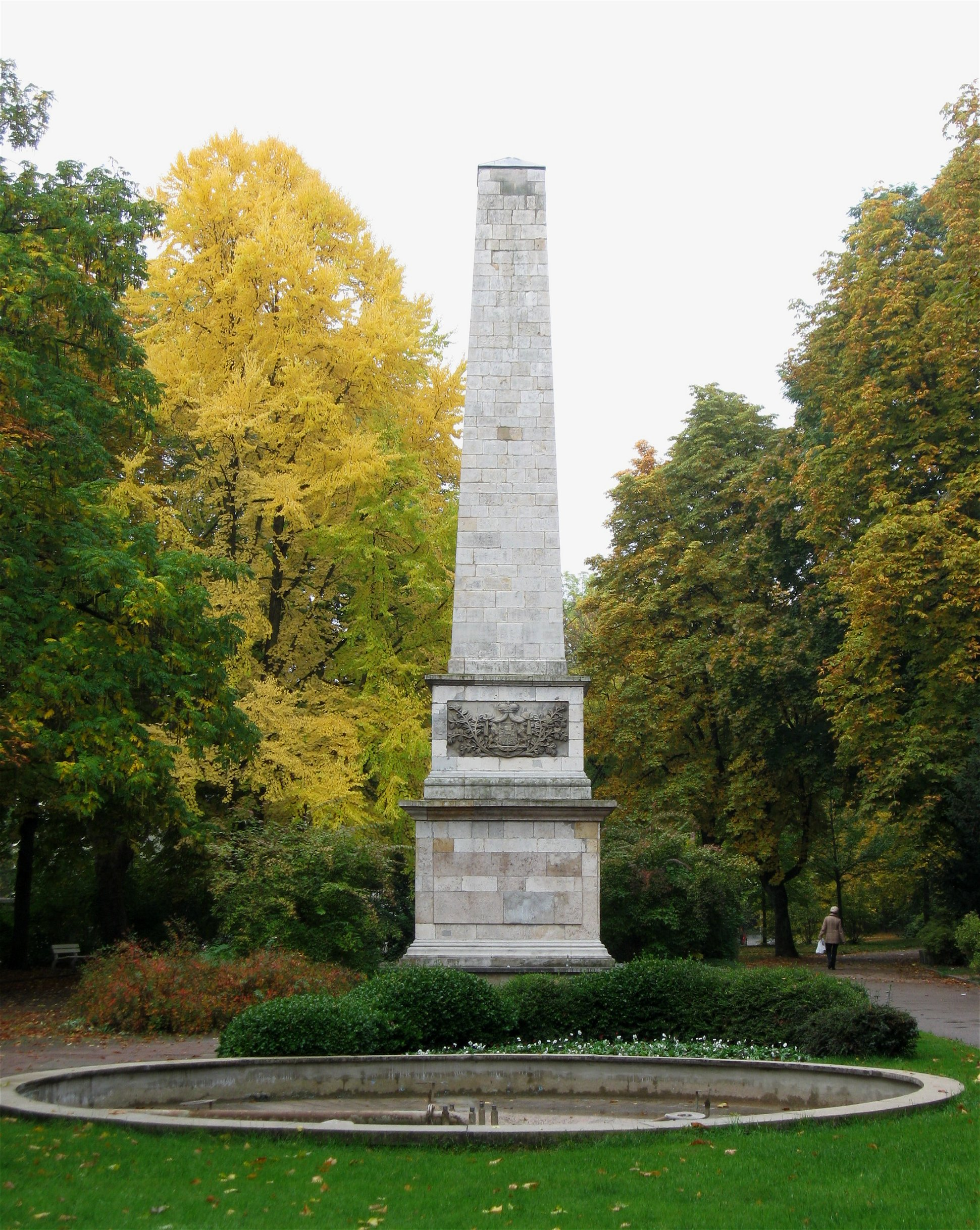
Denkmal Fürst Anselm von Thurn u. Taxis
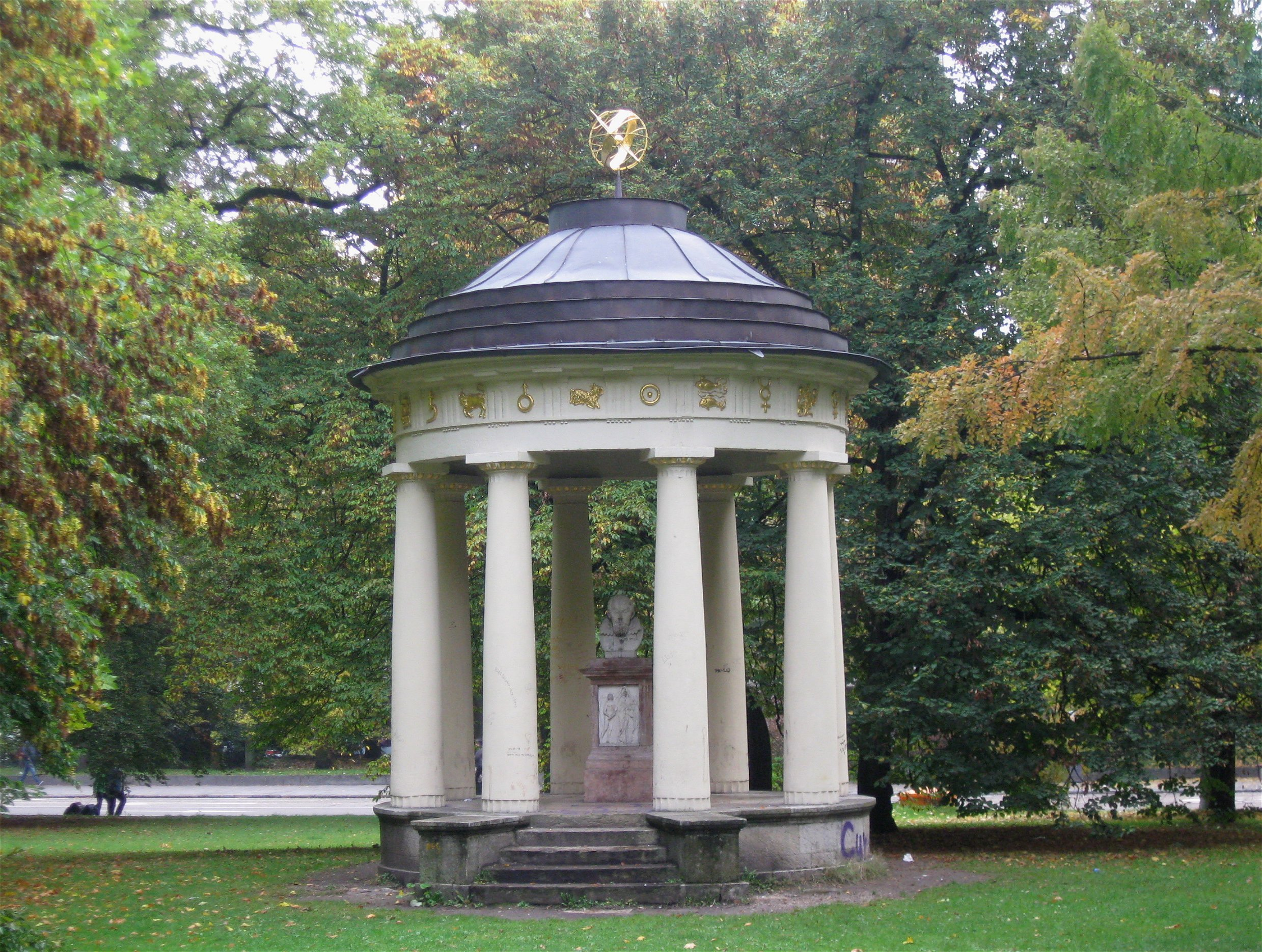
Kepler-Monument mit Kepler-Büste
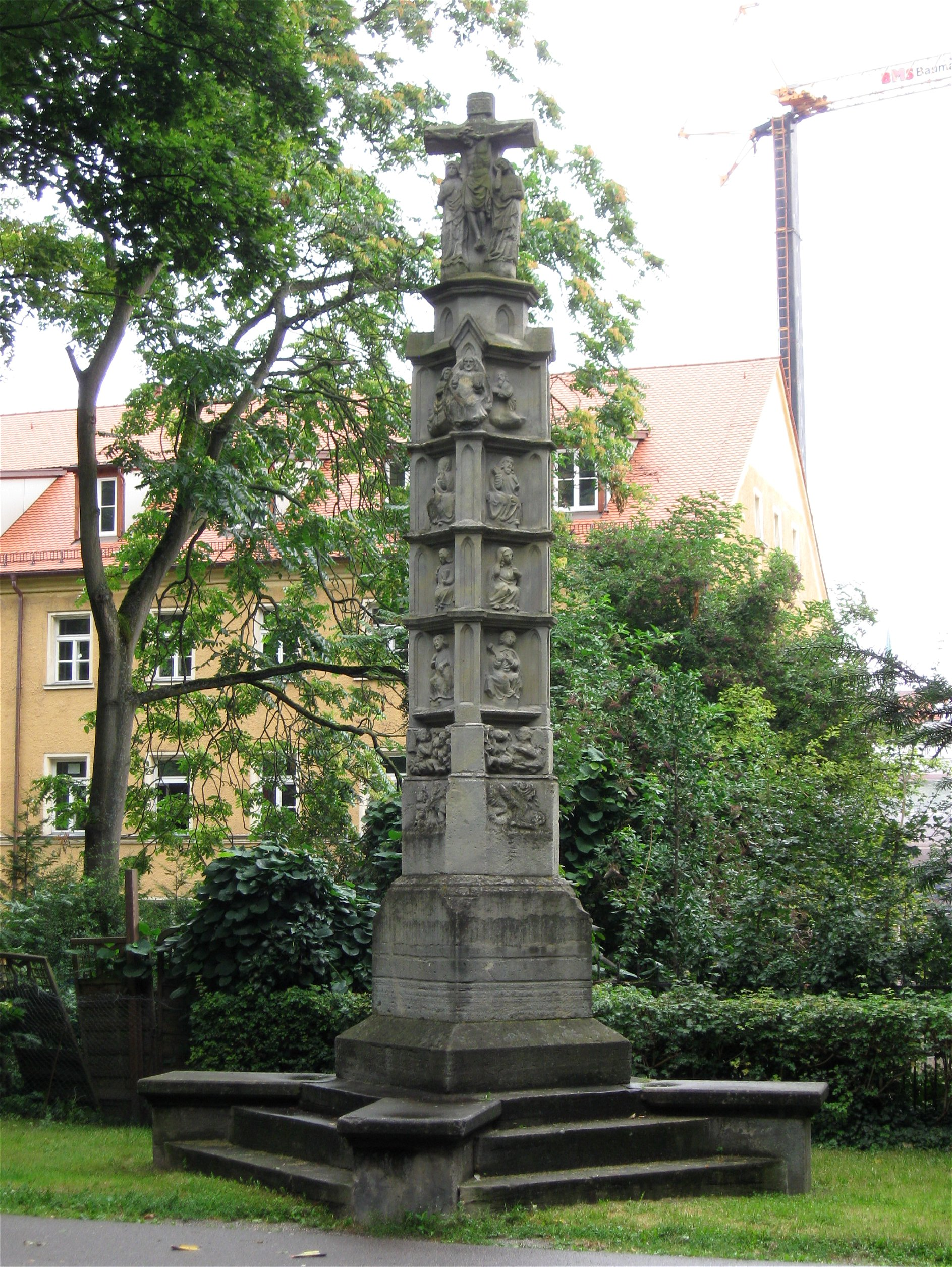
Predigtsäule, Petersweg
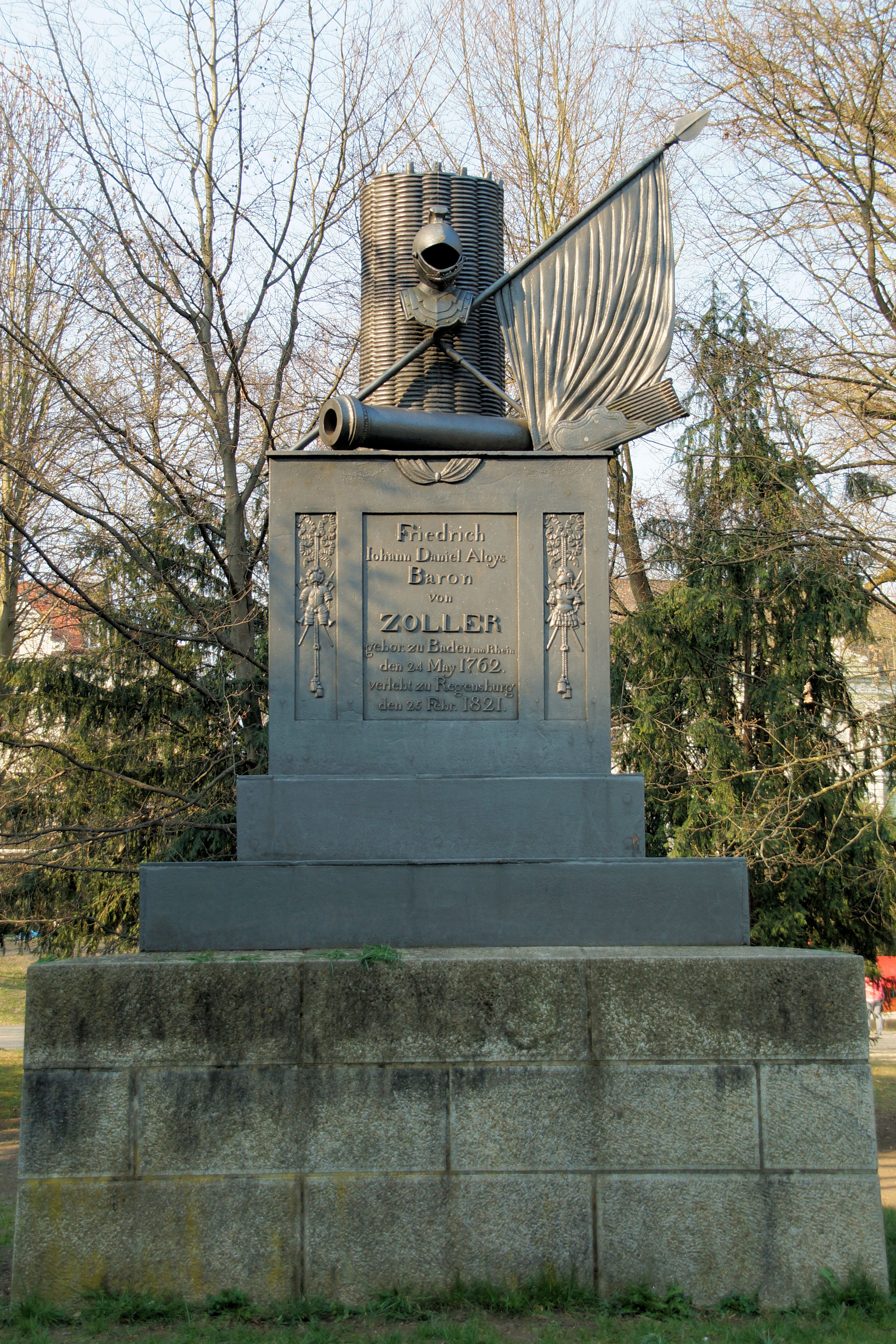
Denkmal Freiherr von Zoller
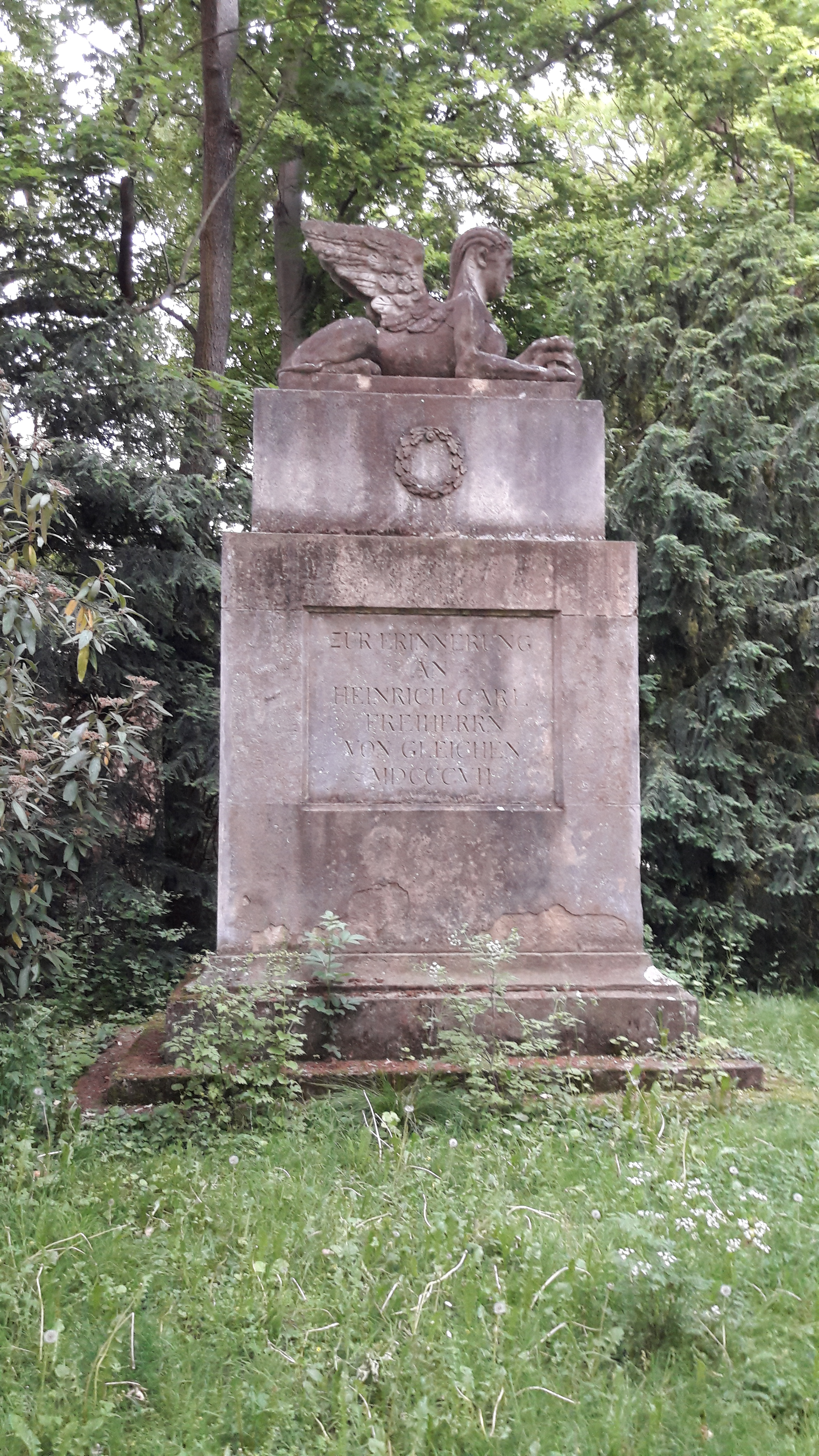
Denkmal K. H. von Gleichen
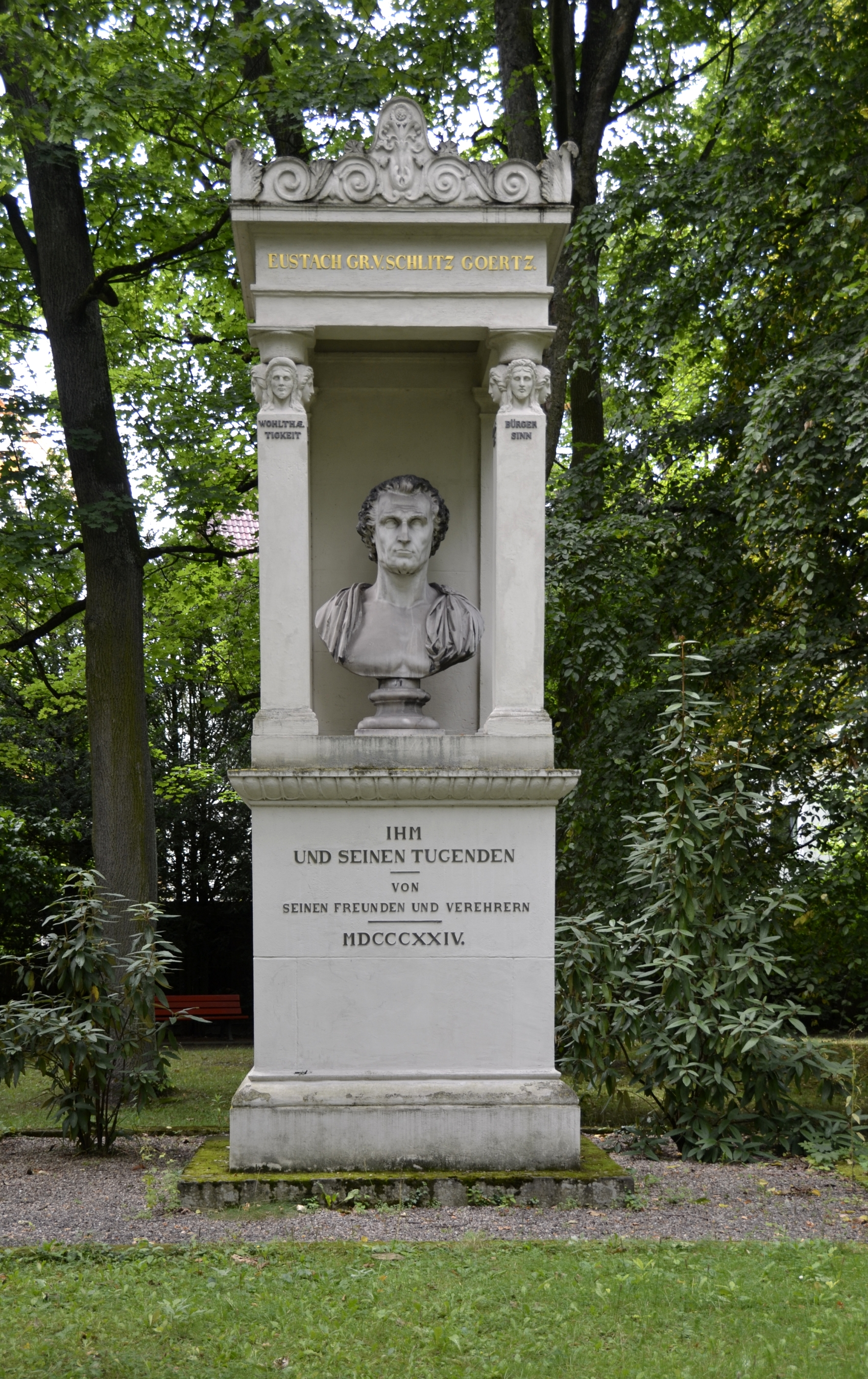
Denkmal Johann Eustach Graf von Schlitz-Görtz
Sogenannte Pestsäule am Platz der Einheit

### Denkmäler in der Allee und im Umfeld der Allee

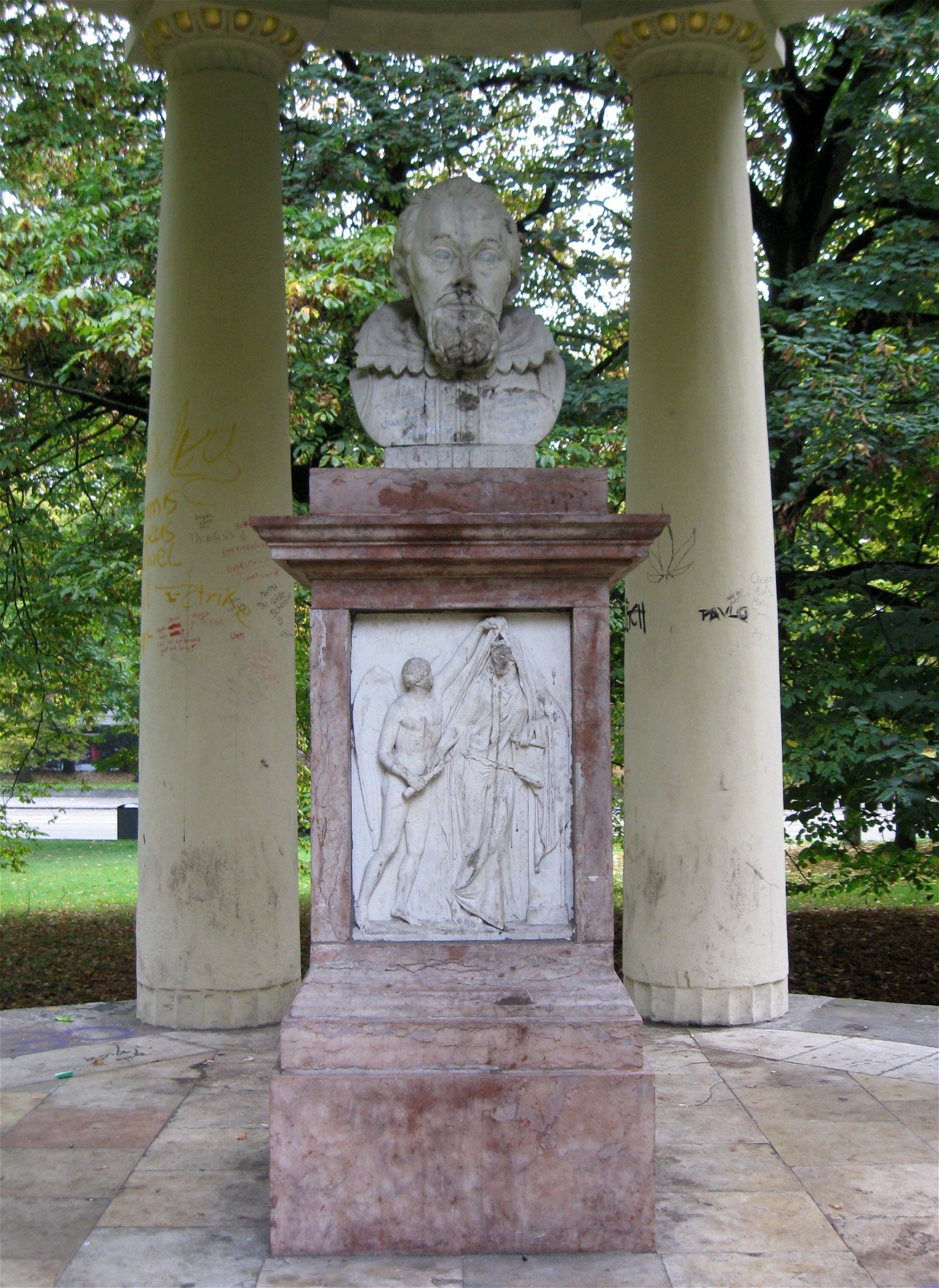
Kepler-Büste

- Östliche Albertstraße, Fürstenallee: Obelisk, mit Initialenkartusche des Fürsten Carl Anselm von Thurn und Taxis, klassizistisch, Kalkstein, erbaut um 1806 nach Entwurf von Emanuel Herigoyen. Erfasst in der Liste der Baudenkmäler in Regensburg-Zentrum[3]
- Westlicher Ernst Reuter Platz: Kepler-Denkmal, Dorischer Monopteros mit Kegeldach nach Entwurf Herigoyen, eingeweiht im Dezember 1808. 1859 westlich versetzt, wegen Verlängerung der Maximilianstraße zum neuen Bahnhof. Erfasst in der Liste der Baudenkmäler in Regensburg-Bahnhofsviertel.
- Östlicher Petersweg, Ernst Reuter Platz: Predigtsäule, Monument in Art eines Wegkreuzes. Kalkstein, frühes 14. Jahrhundert, um 1420/30 weitgehend erneuert, Restaurierungen 1526 und 1858, auf kreuzförmigem Stufensockel.[3] Erfasst in der Liste der Baudenkmäler in Regensburg-Bahnhofsviertel.
- Östliche Gabelsbergerstraße, Ostenallee: Denkmal für Generalleutnant Friedrich Freiherr von Zoller. Eisenguss auf Steinsockel, klassizistisch, 1821, gegossen im Eisengusswerk Bodenwöhr, Modell von Joseph Hundertpfund nach Entwurf von Ignaz Bergmann. Erfasst in Liste der Baudenkmäler in Regensburg-Ostnerwacht.[3]
- D. Martin-Luther Str. westliche Ostenallee: Denkmal für Polizeidirektor Franz Xaver Gruber Sandstein im Stil des Empire, 1814. Erfasst in der Liste der Baudenkmäler in Regensburg-Bahnhofsviertel.[3]
- Helenenstraße, westliche Fürstenallee: Denkmal für Freiherr Karl Heinrich von Gleichen, Diplomat, im Ruhestand wohnhaft in Regensburg. Klassizistisches Denkmal mit Sphinx als Symbol für das geheimnisvolle Wesen der Materie. Errichtet 1807 wahrscheinlich nach Entwurf von Herigoyen. Erfasst in der Liste der Baudenkmäler in Regensburg-Bahnhofsviertel.[3]
- Nördliche Kumpfmühlerstraße, westliche Fürstenallee: Denkmal für Johann Eustach Graf von Schlitz-Görtz. Inschriftsockel mit Pfeilertabernakel und Büste, Kalkstein, klassizistisch, 1824 von Leo von Klenze, Büste von Ludwig Schwanthaler Erfasst in der Liste der Baudenkmäler in Regensburg-Bahnhofsviertel.
- Platz der Einheit, südliche Prebrunnallee: Fälschlich häufig als Pestsäule bezeichnete ehemalige Wegsäule aus dem Jahr 1459, die ursprünglich vor dem Jakobstor stand, im 30-jährigen Krieg beschädigt und 1804 bei der Erweiterung der Allee abgebrochen wurde. Die Bruchstücke wurden verkauft und die Säule im benachbarten Ort Hohengebraching wieder aufgebaut. 1845 wurde die Säule der Stadt Regensburg zurückgeschenkt, vom Architekten Ludwig Foltz im Stil der Neugotik überarbeitet, mit neuen Bauteilen ergänzt und am ursprünglichen Standort vor dem ebenfalls neugotisch umgeformten Jakobstor wieder aufgestellt.[3]

### Häuser, Villen und andere Bauwerke im Umfeld der Allee

#### Bereich der Fürstenallee

Emmeramer Tor, Außenansicht von Süden

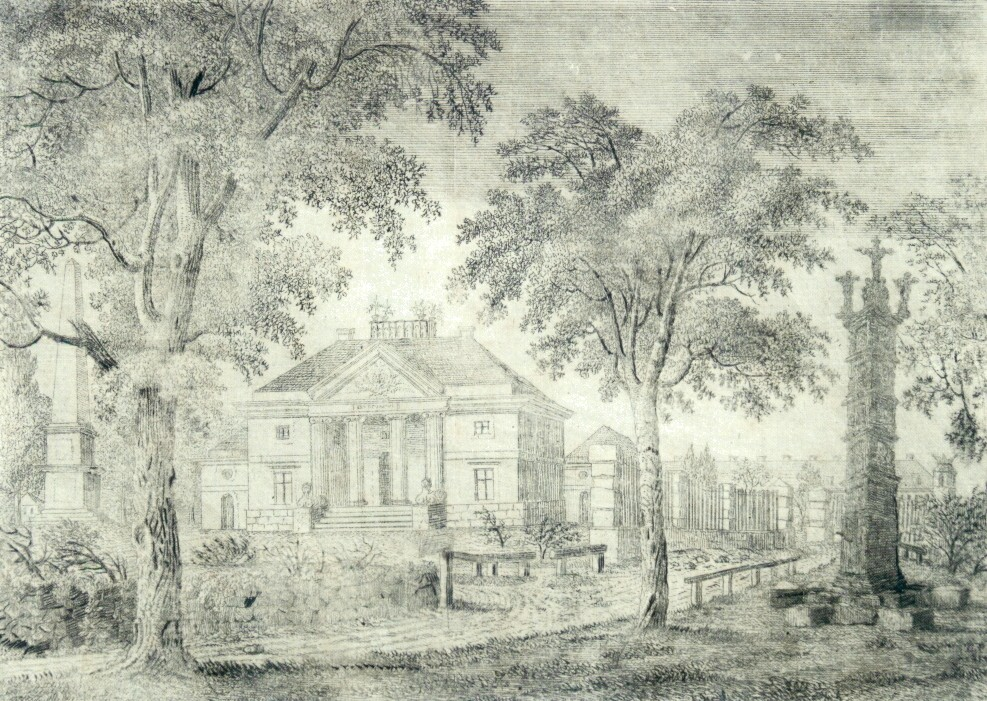
Sternberg-Gartenvilla
mit Obelisk (links)
und Predigtsäule (rechts)

Ein wichtiges Bauwerk für die Fürst-Anselm-Allee war und ist noch heute das Emmeramer Tor, das 1809 bei den napoleonischen Kämpfen nicht zerstört wurde. Das Tor bot der in der östlichen Altstadt wohnenden Bevölkerung bis zum Ende des 19. Jahrhunderts, solange die Stadtmauer noch bestand, den einzigen schnellen Zugang zur Allee. Auch nach dem Abbruch der Stadtmauern blieb das Emmeramer Tor erhalten, kam aber in den Privatbesitz des Fürstenhauses Thurn und Taxis. Danach erfolgte der Zugang zur Allee über das 1907 neu erbaute Helenentor und über die auf Kosten des Fürstenhauses neu angelegte Helenenstraße, die mit Bäumen bestückt zu einem Teil der Allee wurde. Im Gegensatz zum Emmeramer Tor wurde das Peterstor bei den napoleonischen Kämpfen stark beschädigt, ebenso wie das klassizistische Gartenschlösschen im Bereich der Allee, das Kaspar Maria von Sternberg hatte erbauen lassen. Während das Peterstor nach 1875 völlig abgebrochen wurde, kam das Gartenschlösschen 1813 in den Besitz des Hauses Thurn und Taxis. Es wurde renoviert und zur Gartenvilla Theresens Ruh für die Ehefrau des Fürsten, Therese zu Mecklenburg umgebaut. Dieses architektonische Schmuckstück der Allee überlebte im Schlosspark des Emmeramer Schlosses nur bis 1945, als es beschädigt von einem Bombentreffer abgebrochen wurde.

#### Albertstraße, Margaretenstraße, Kumpfmühlerstraße
Die Albertstraße und in Verlängerung die Margaretenstraße verlaufen am südlichen Rand der Fürst-Anselm-Allee und verbinden den Ernst-Reuter-Platz mit der Kumpfmühlerstraße. Die drei genannten Straßen sind erst ab 1812 im Stadtplan nachweisbar. Einige Häuser ihrer heutigen Bebauung sind durch Erweiterungen und Umbauten früh entstandener Gartenhäuser entstanden, andere entstanden gegen Ende des 19. Jahrhunderts als Neubauten. Alle im Folgenden genannten Häuser sind in der Liste der Baudenkmäler in Regensburg-Bahnhofsviertel eingetragen.
- Aus ehemaligen Gartenhäusern entstanden ab 1850/60 die heute nur schwer einsehbaren Häuser Nr. 7, Nr. 8 und Nr. 9 in der Margaretenstraße. Die Häuser Nr. 1, Nr. 5, Nr. 9 und Nr. 10 in der Albertstraße entstanden in ihrer heutigen Form 1870/80.

Villen an der Fürst-Anselm-Allee, Bereich Fürstenallee
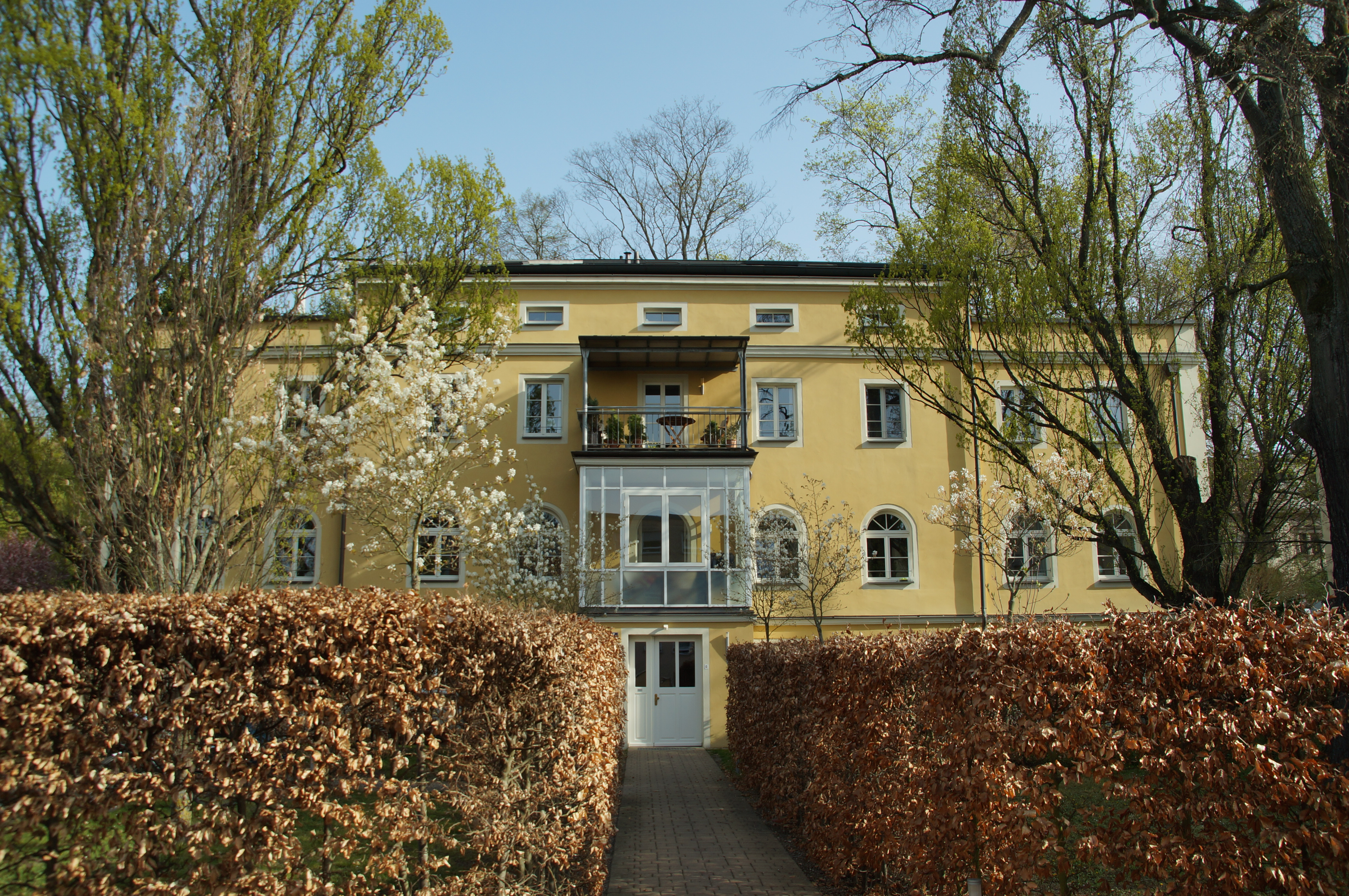
Margaretenstraße 7
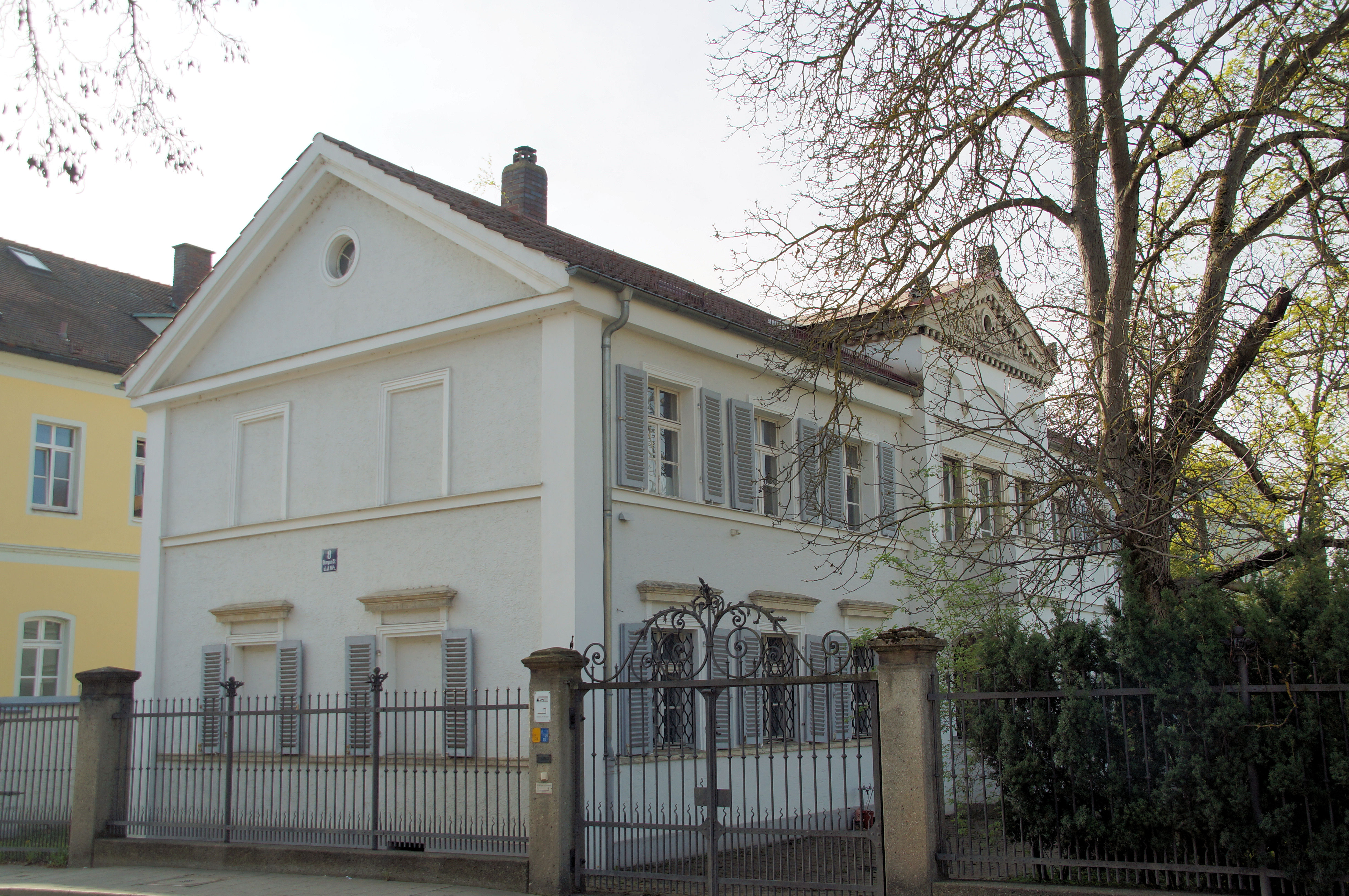
Margaretenstraße 8
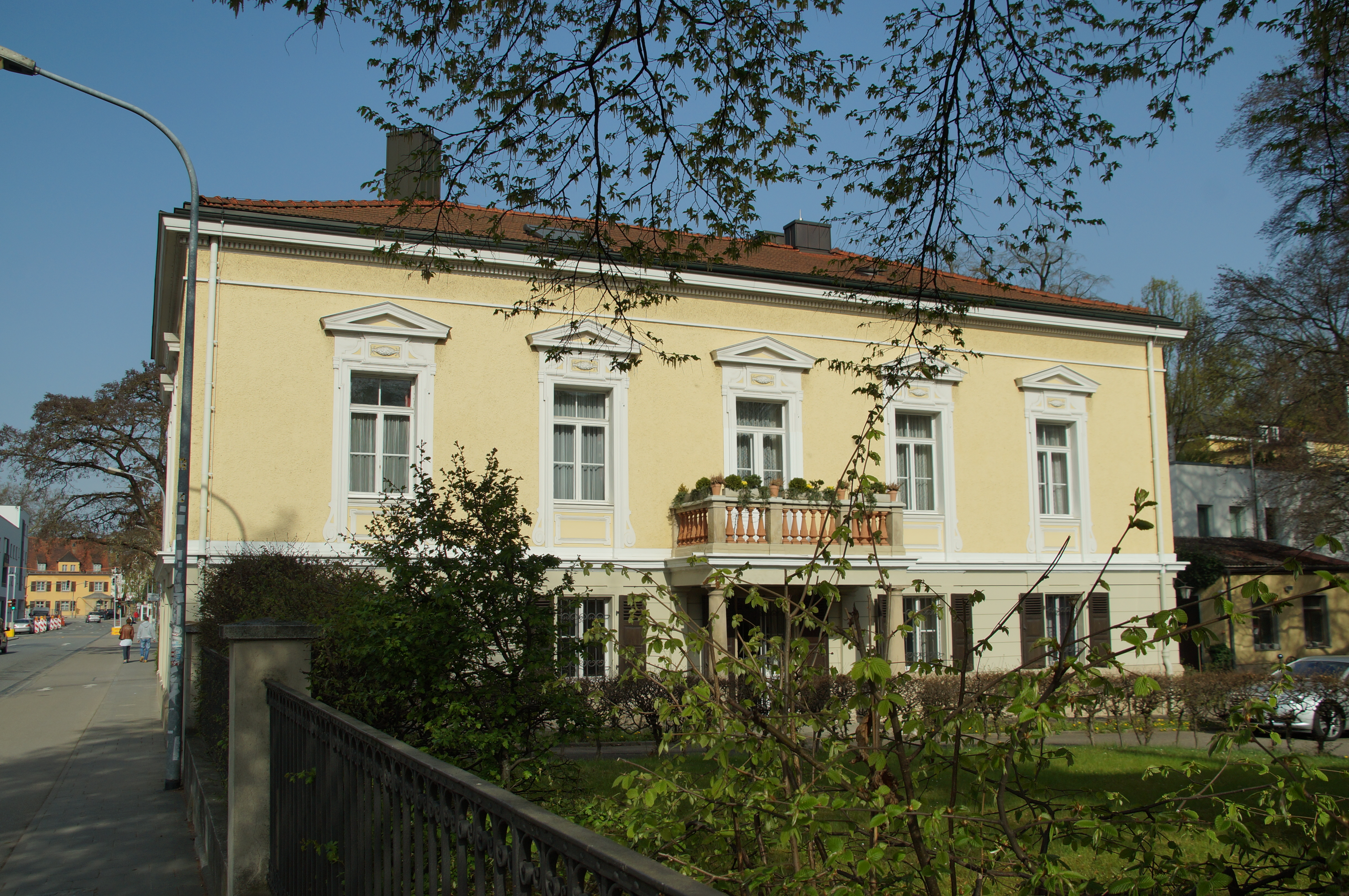
Margaretenstraße 9
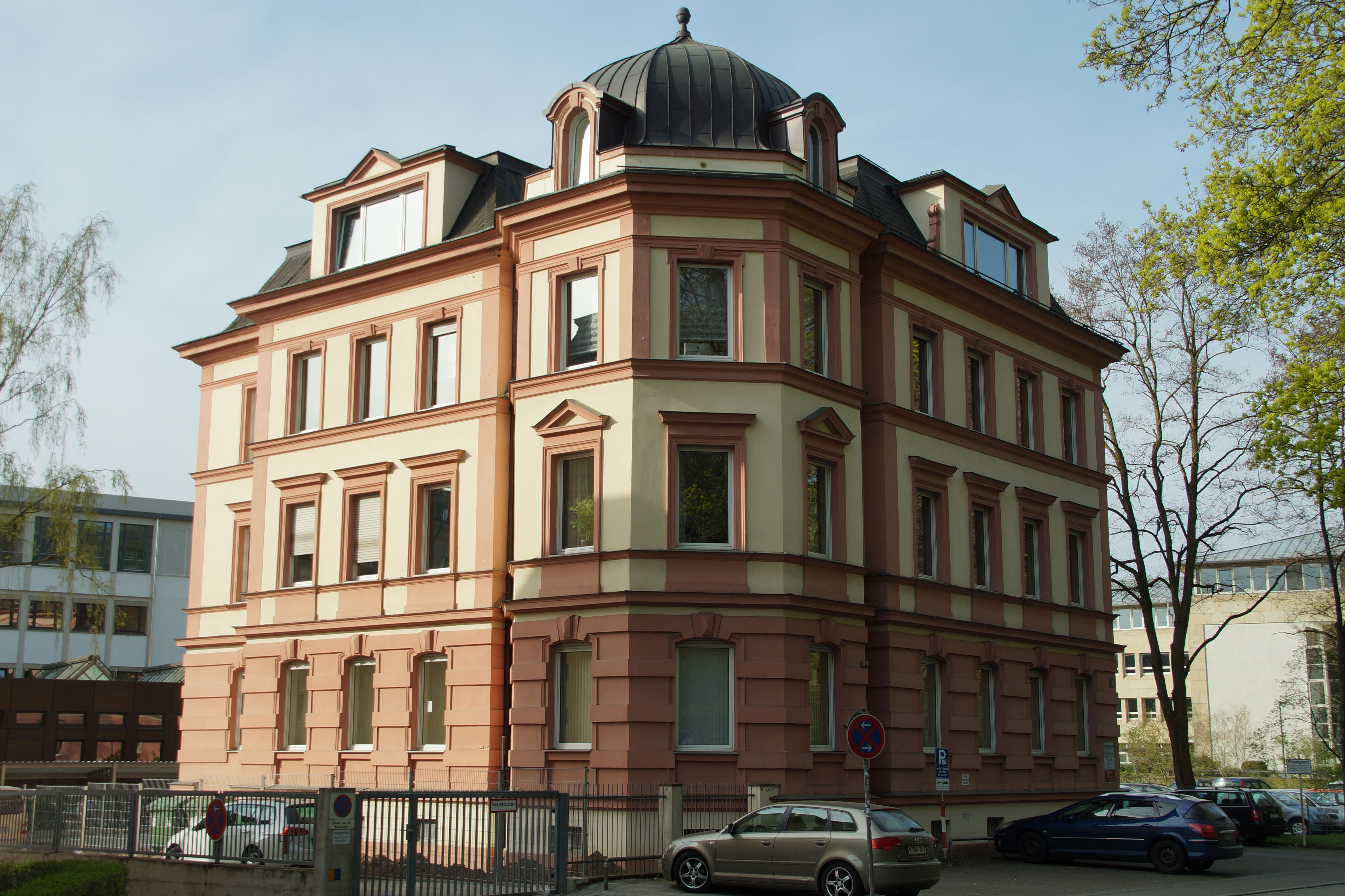
Albertstraße 5
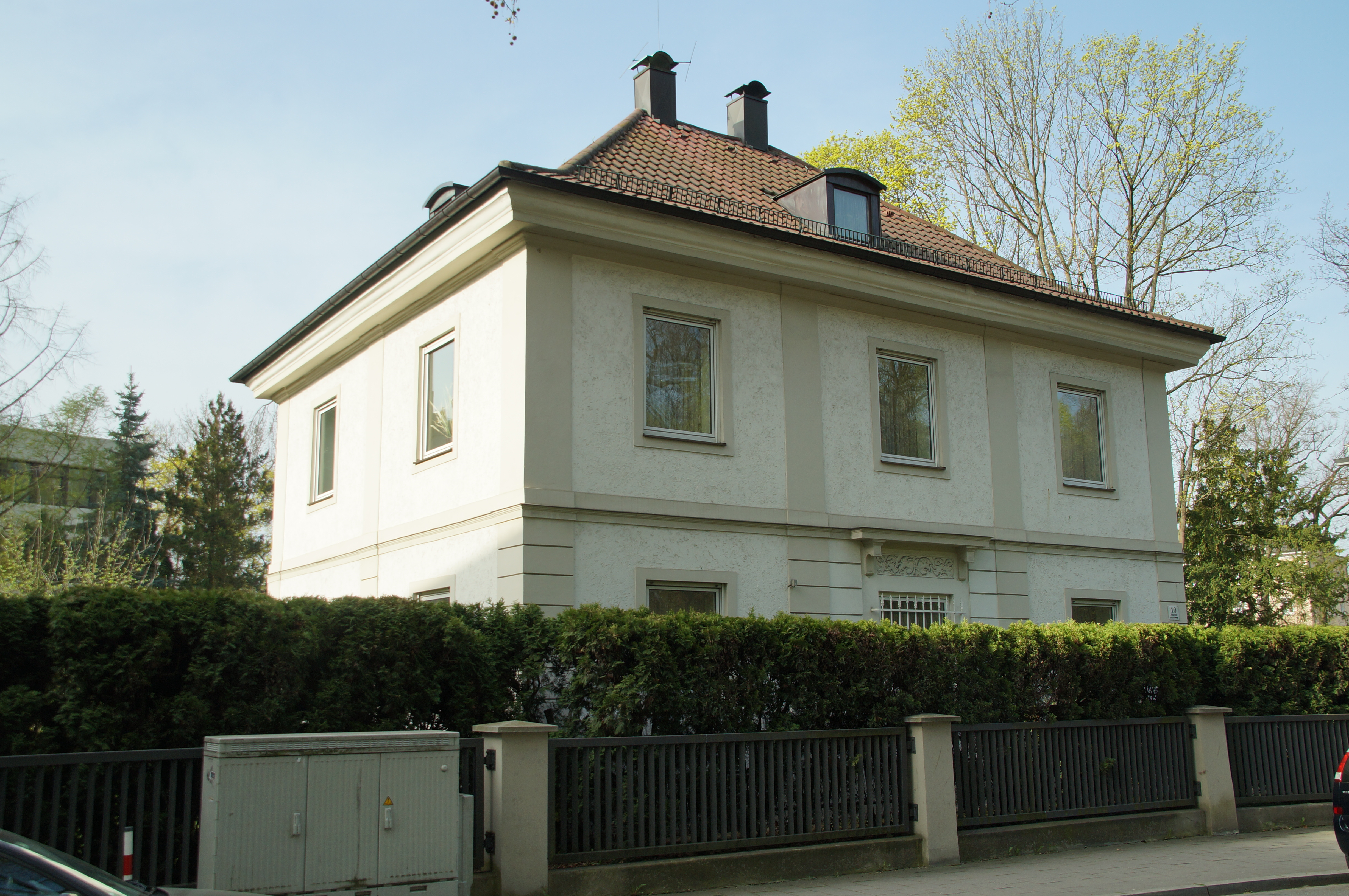
Alberstraße 10
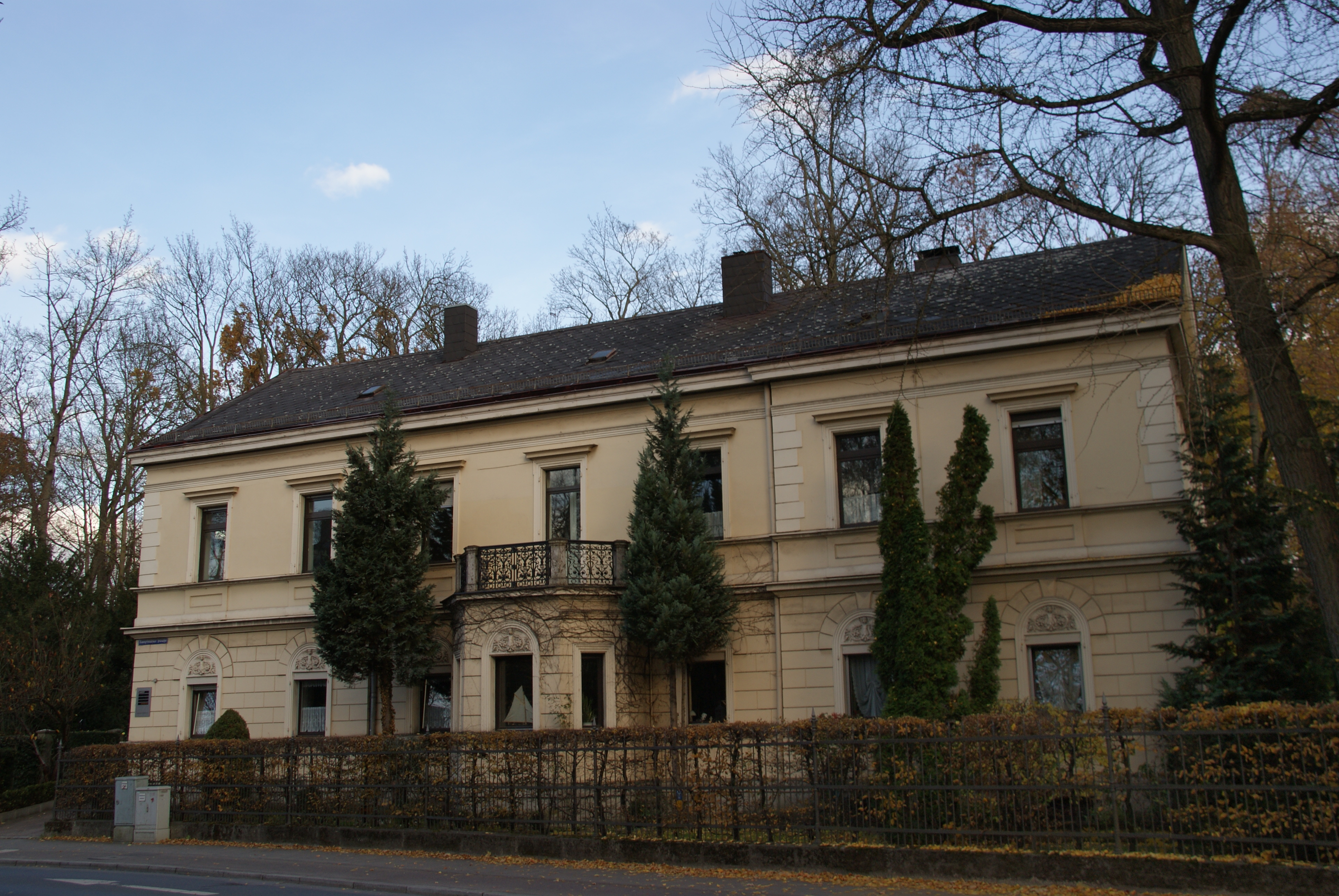
Kumpfmühlerstr. 1
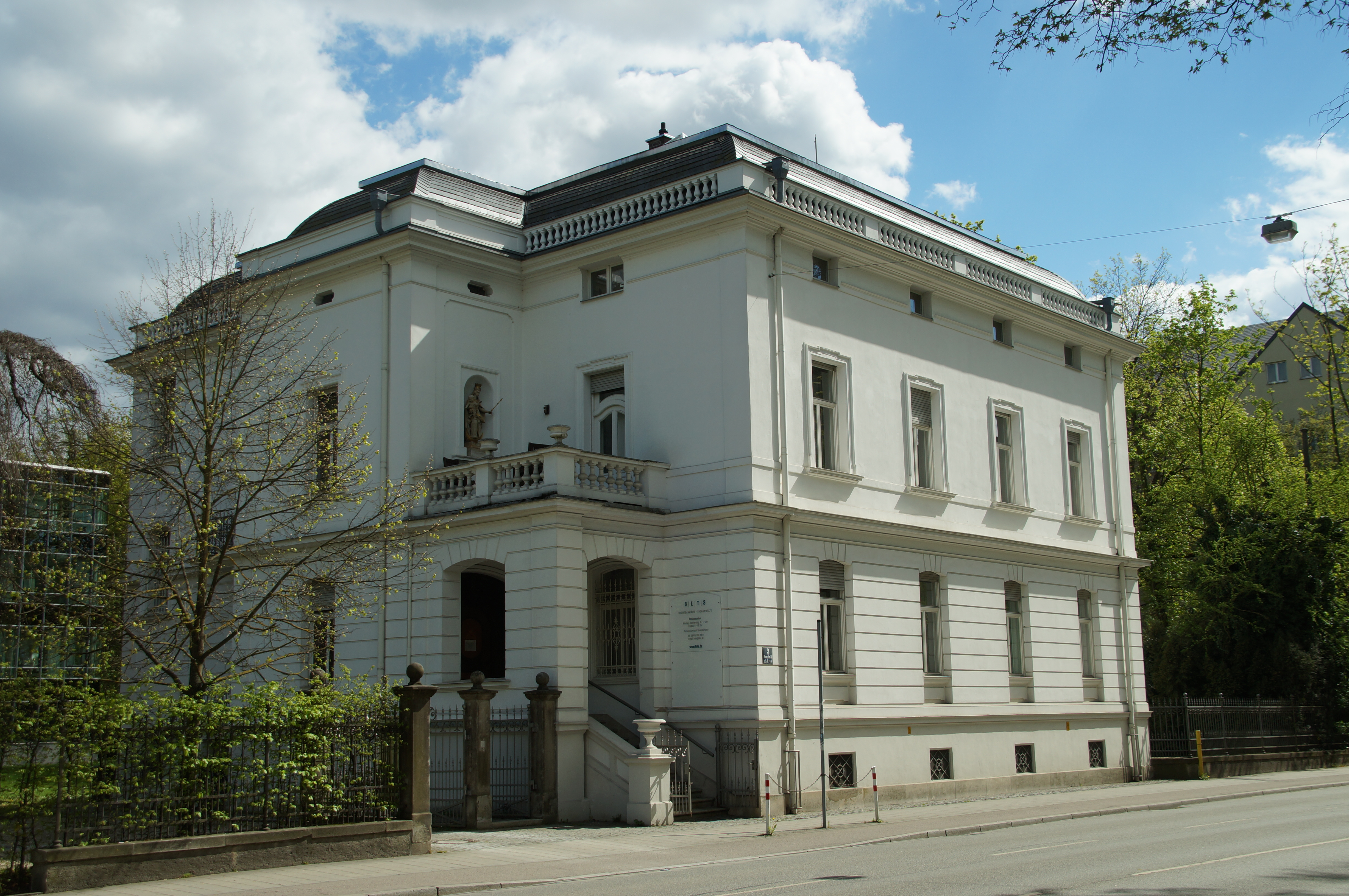
Kumpfmühlerstr. 3

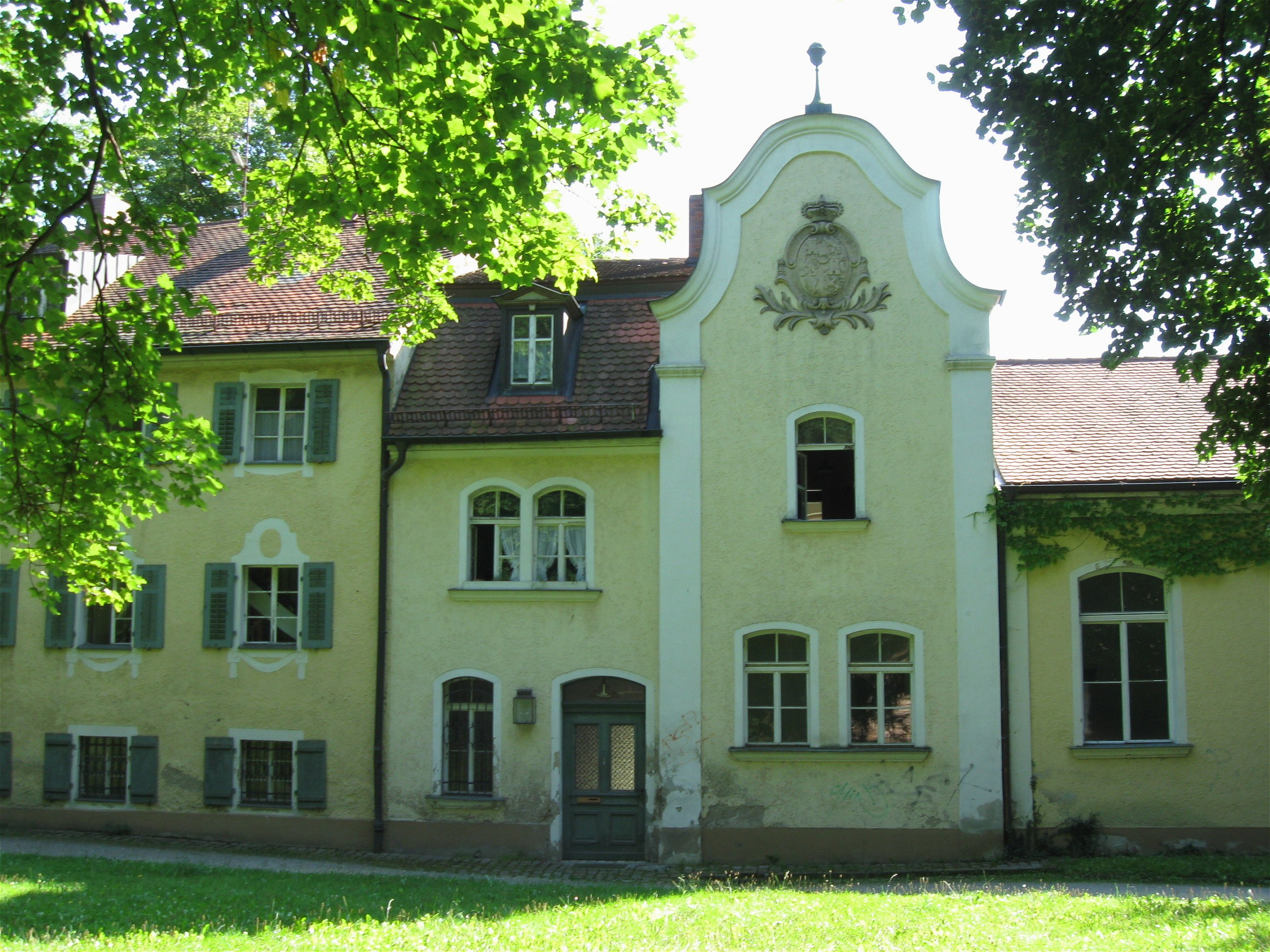
Ehemalig: Prinzengarten Albertstr. 1

- Unter den genannten Häusern ist das Haus Albertstr. Nr. 1, die ehemalige Gaststätte Prinzengarten, als besonderer Fall erwähnenswert. Das zugehörige Grundstück wurde bereits kurz nach Baubeginn der Allee 1780 vom Sohn des Gesandten des Kurfürstentums Braunschweig-Lüneburg am Immerwährenden Reichstag, Johann von Reck, erworben, um dort ein Sommerhaus zu errichten. Das Vorhaben wurde nicht verwirklicht und das Grundstück wurde aufgekauft vom Regensburger Bierbrauer Jacob Prinz, dem vom Rat der Stadt erlaubt wurde, dort eine Gastwirtschaft mit dem vom Rat vorgegebenen Namen Zur Grünen Allee zu betreiben. Die Gaststätte wurde noch vor Fertigstellung der Allee am 10. Mai 1780 mit dem ersten Volksfest der Stadt Regensburg eröffnet und gewann schnell die Gunst der Bevölkerung, die als Bezeichnung der Gaststätte den Namen Prinzengarten bevorzugte. Schon ein Jahr nach der Eröffnung wurde die Gastwirtschaft für 2.100 Gulden verkauft und blieb dann für fast 70 Jahre in den Händen des neuen Besitzers, der sie mit einer Kegelbahn erweiterte. Nach dem Anschluss von Regensburg an Bayern wurde die Gaststätte auch überregional bekannt. Bei Besuchern der Stadt war die Gaststätte beliebt und 1894 wurde ein Anbau im Stil der Neurenaissance errichtet. Erst 1910 wurde die Gaststätte geschlossen. Das Haus kam in den Besitz der Fürsten von Thurn und Taxis, um dort die fürstliche Lingerie (Wäscherei) einzurichten. Die Fassaden des Hauses wurden 1911 vom Architekten Max Schultze im Stil des Biedermeiers umgestaltet.[5]

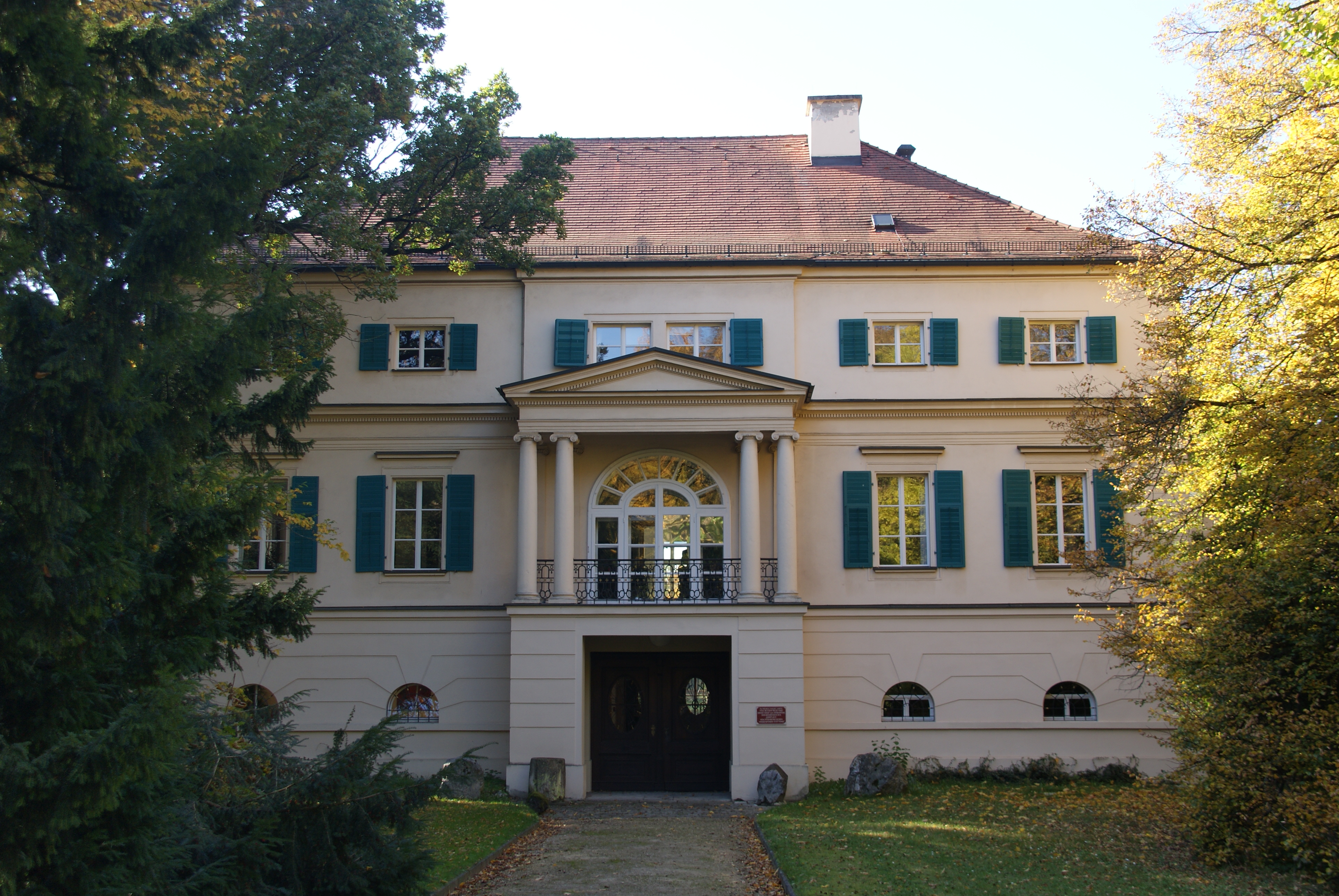
Kumpfmühler Straße 2 Dörnberg-Palais

- Die wohl bedeutendste Villa, die eingebettet in den zugehörigen Dörnbergpark im westlichen Vorfeld der Allee entstand, ist das Dörnbergpalais (Kumpfmühler Straße Nr. 2). Palais und Park entstanden zwischen 1804 und 1806 auf dem sogenannten Schereracker, westlich der Kumpfmühler Straße, wo vor Abriss der Stadtmauer die nach Süden verlaufende Landstraße nach Augsburg begann. Östlich und nördlich des Palais verlief in ca. 100 m Entfernung die Stadtmauer, begleitet von der neuen Baumallee. Die hier entstehenden Villen waren also nahe der Stadt, von Bäumen umgeben und hatten damit einen hervorragenden Standort, der sich nach dem Abriss der Stadtmauer (ab 1860) noch verbesserte.
- Begutachtet von der königlichen Kommission zur Aufsicht über Promenaden und Anlagen entstand 1830 die Villa Kumpfmühler Straße Nr. 1 im Auftrag des Thurn und Taxischen Hofrates Friedrich Anton Mauerer. Die Villa wurde bereits 1833 an Gottlieb von Thon-Dittmer verkauft, der ab 1863 Bürgermeister von Regensburg wurde. 1888 wurde das Haus erneut verkauft an Friedrich Pustet II., Sohn des Regensburger Verlegers Friedrich Pustet I. Er ließ das Haus zum heutigen Zustand umbauen.
- Ein noch heute sehr repräsentatives Gebäude ist die zweigeschossige Villa Kumpfmühler Straße Nr. 3. mit Balkon und großem Garten. Diese Villa wurde 1895/6 im Stil der späten Gründerjahre vom Verleger Friedrich Pustet II. erbaut für seinen Sohn Friedrich Pustet III. Er bewohnte die Villa bis 1938 und verkaufte das Gebäude dann an das fürstliche Haus Thurn und Taxis. Nach Instandsetzung wurde das Gebäude bewohnt vom fürstlichen Hofmarschall Otto Schirndinger von Schirnding.[5]

#### Wittelsbacherstraße

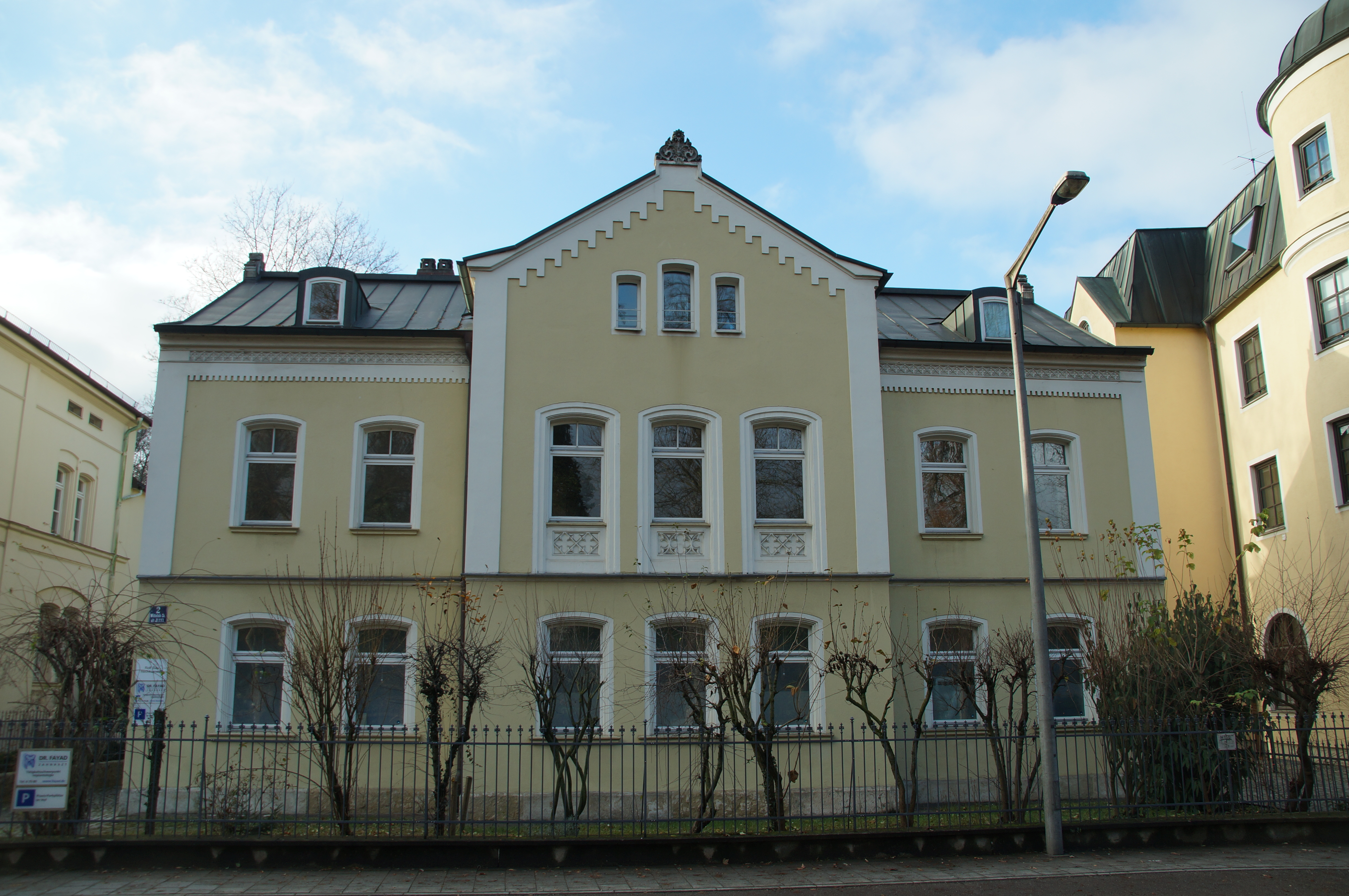
Wittelsbacherstraße 2

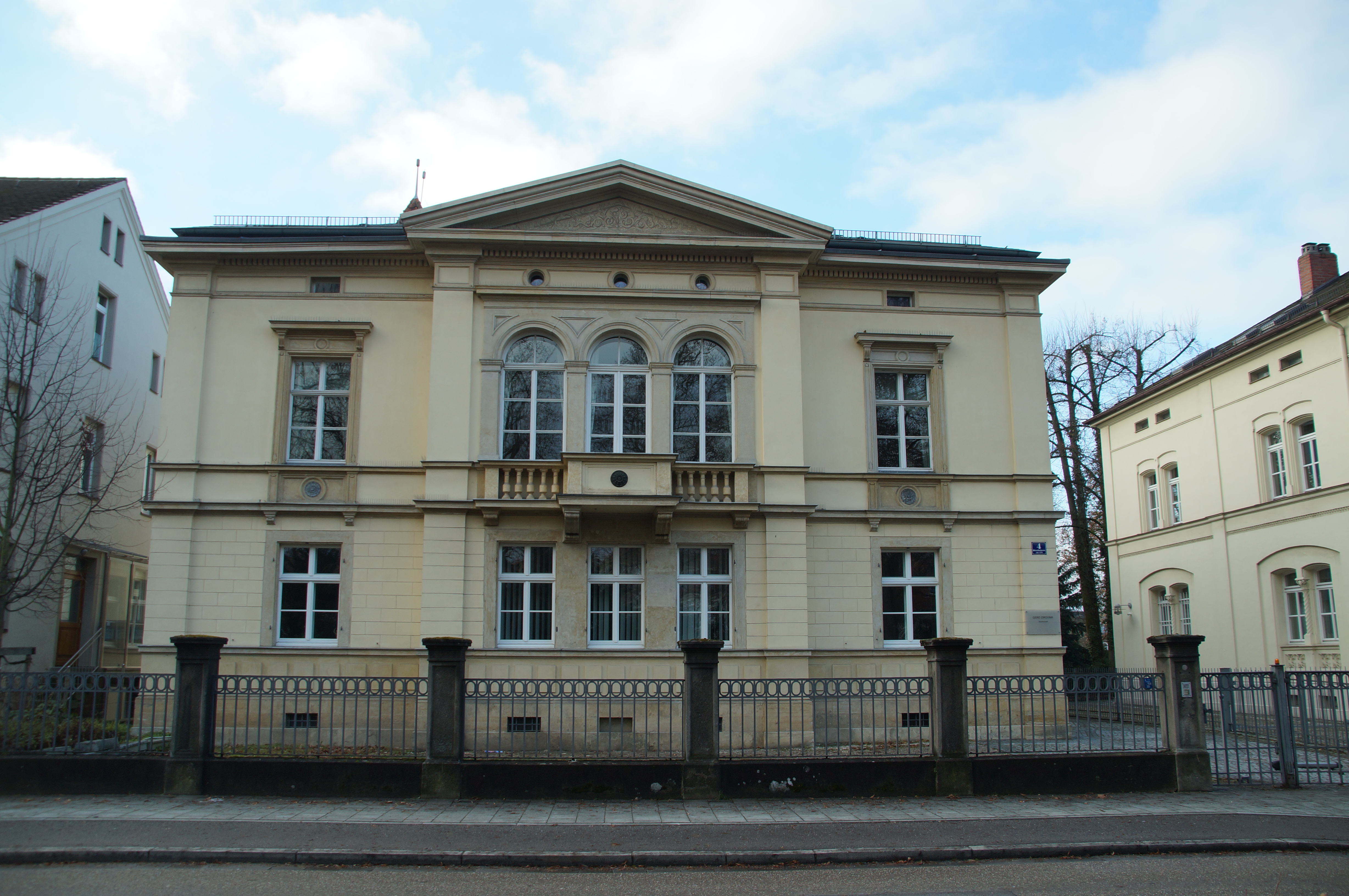
Wittelsbacherstraße 4

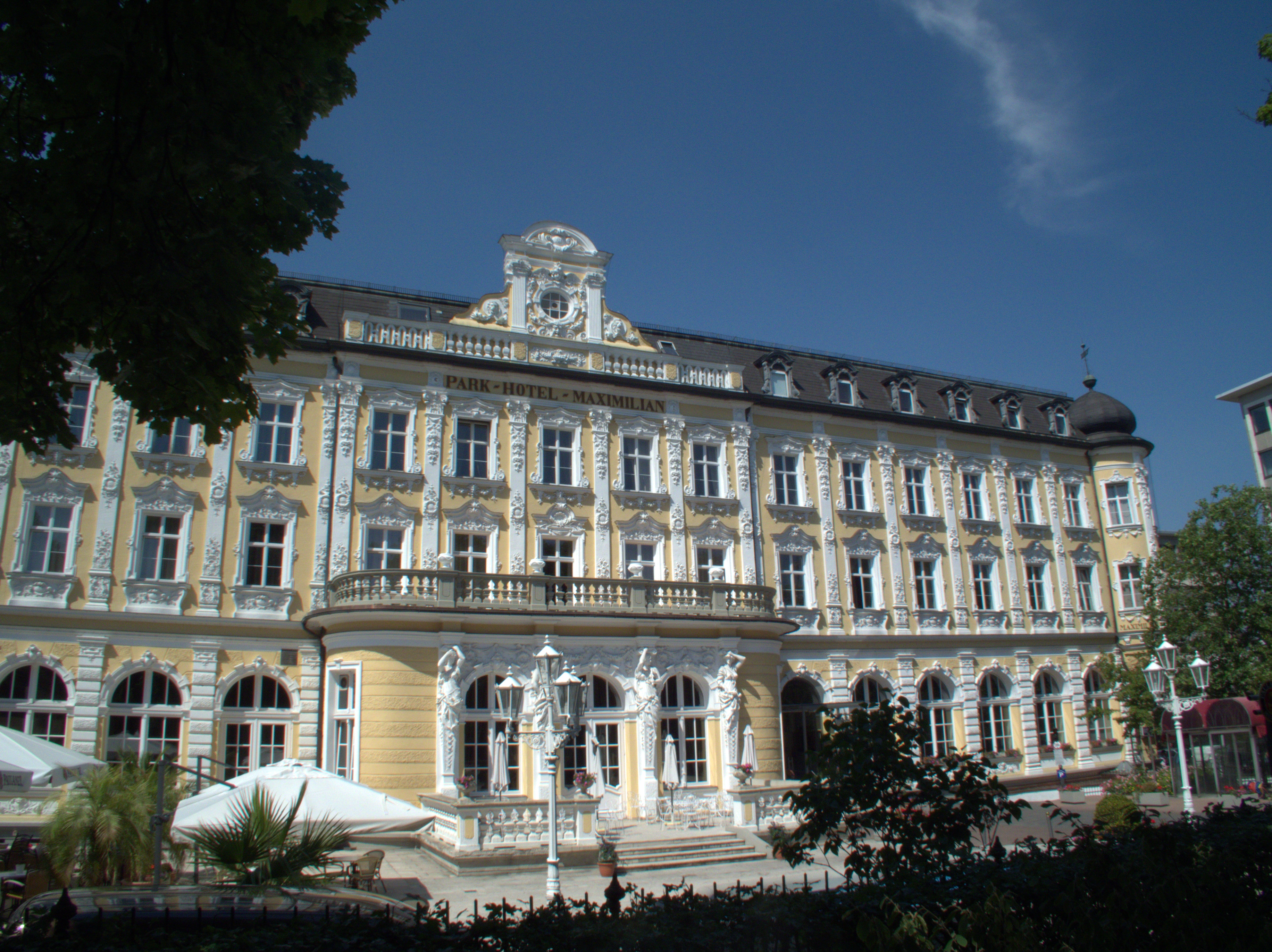
Parkhotel Maximilian

Die Wittelbacherstraße trägt ihren Namen erst seit 1885. Vorher wurde sie Allee vor dem Jakobstor genannt. Das zeigt, dass diese Straße dazu diente, das östliche Stadttor, dem Verlauf von Stadtmauer und Allee folgend, an die nach Süden führende Kumpfmühler Straße anzuschließen. Auch an dieser von Bäumen umgebener Straße boten sich Grundstücke zum Bau von Villen an. Hier entstanden nach 1860 bis zum Beginn des 20. Jahrhunderts zehn Villen, die in die Liste der Baudenkmäler in Regensburg-Westenviertel aufgenommen wurden. Alle Villen waren mit ihrer Schauseite auf den Verlauf der Fürst-Anselm-Allee und damit auf den Grüngürtel und den einstigen Stadtmauerverlauf ausgerichtet und können deshalb zu den denkmalgeschützten Ensembles in Regensburg gezählt werden.
- Zwei dieser Villen (Nr. 2, Nr. 4) entstanden schon recht früh um 1860 im Stil der Neugotik mit Anklängen an den Maximilianstil.
- Nahe vor dem Jakobstor war schon 1850 am Ort des heutigen Schulgebäudes in der Allee eine Gaststätte entstanden, die nach dem Besitzer Guldengarten genannt wurde. Die Gaststätte wurde bald so beliebt, dass die gesamte Straße 1871 im Adreßbuch als Beim Guldengarten bezeichnet wurde. Von diesem Gebäude hat sich nur ein Rundturm erhalten.[5]

#### Bereich Maximilianstraße, D. Martin-Luther-Straße

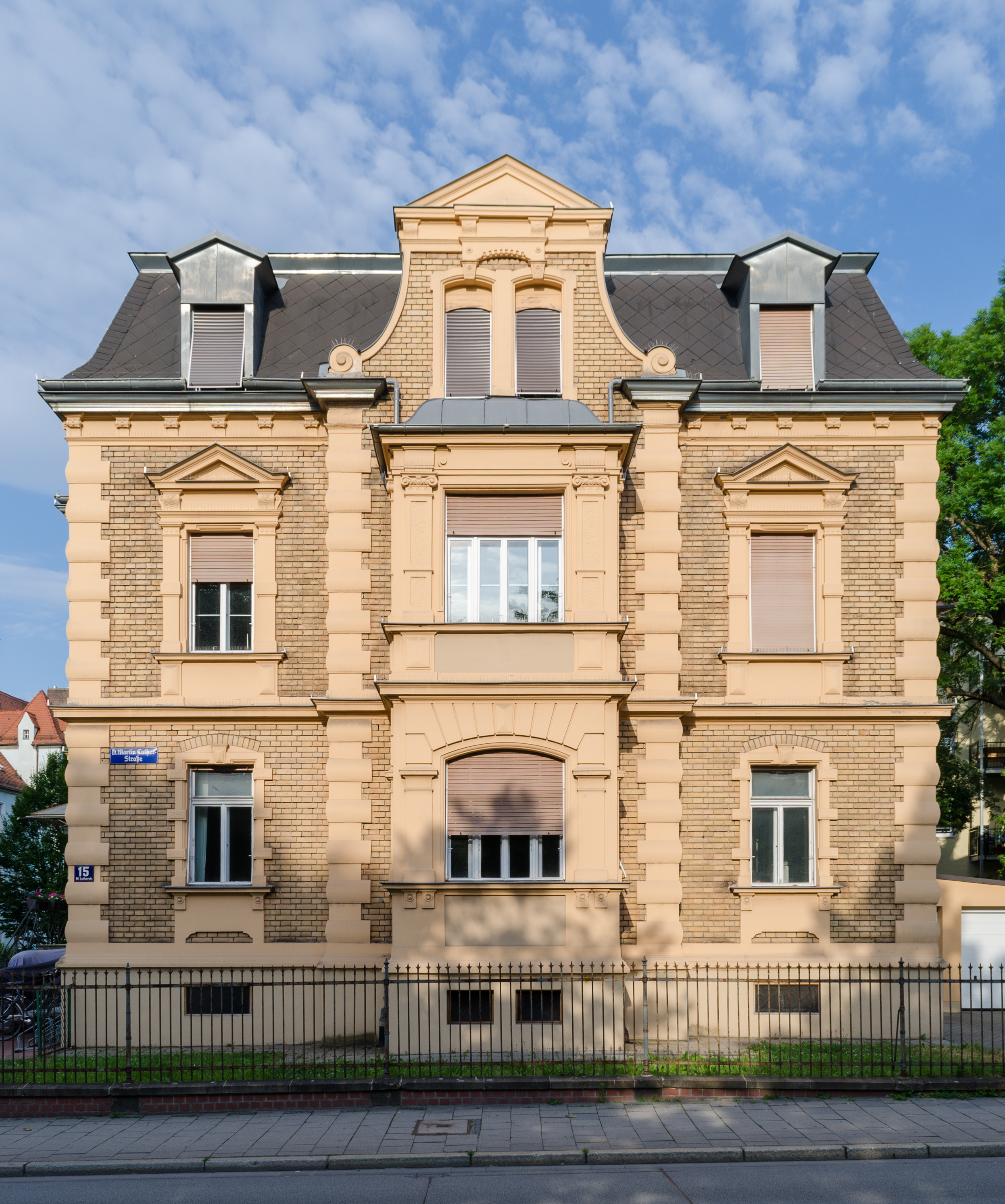
D.-Martin-Luther-Straße
Nr. 15

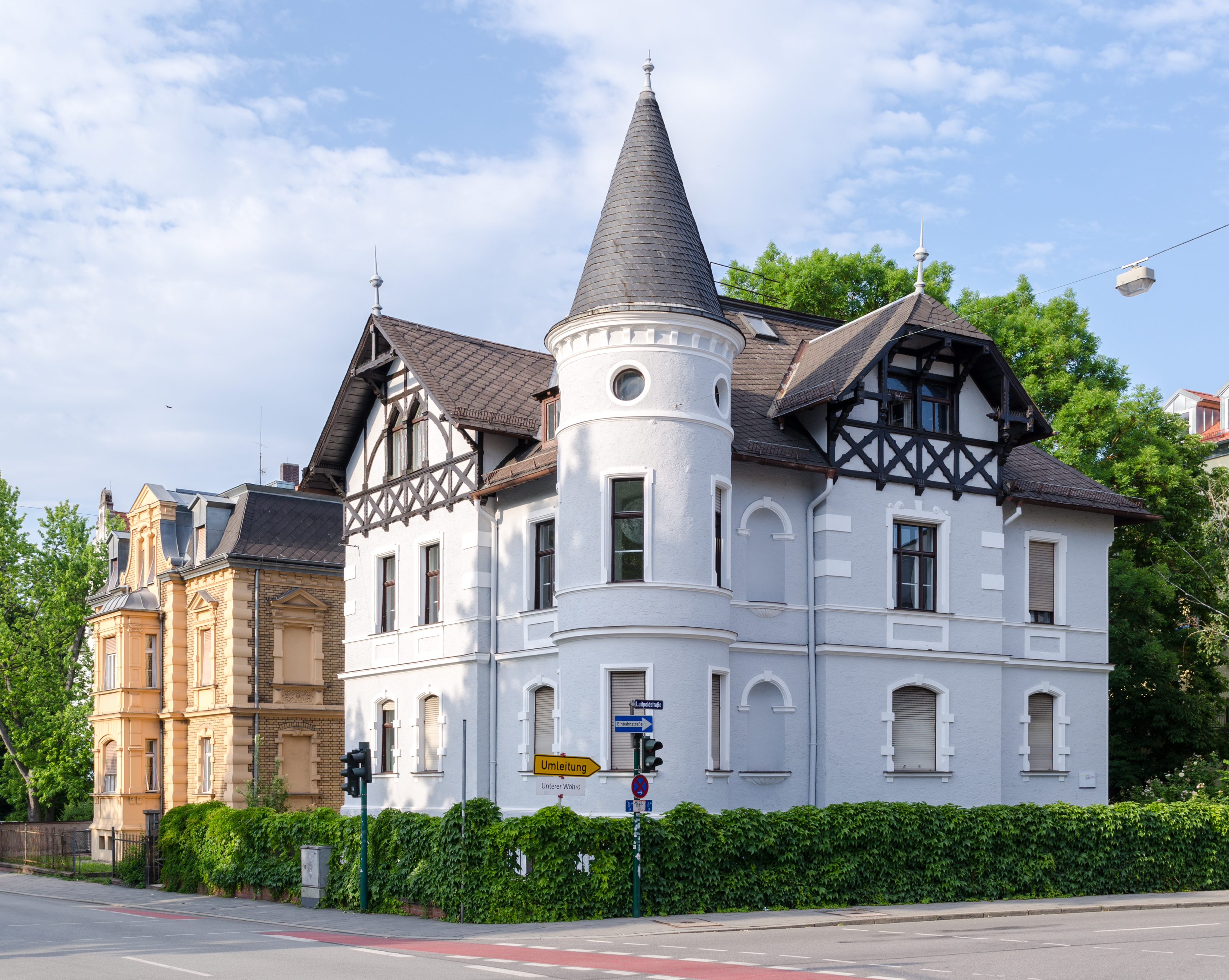
D.-Martin-Luther-Straße
Nr. 17

Beim Neubau der Maximilianstraße fungierte das 1808 in der Fürst-Anselm-Allee errichtete Kepler–Monument als der südliche Fixpunkt dieser für Regensburg ungewöhnlichen, schnurgerade verlaufenden Straße. 1859 musste das Monument nach dem Bau des Bahnhofs wegen der erforderlichen Verlängerung der Maximilianstraße westlich versetzt werden, blieb aber von Bäumen umgeben weiterhin eine Attraktion.
- Die Bahnhofsnähe und die mit Denkmälern ausgestattete Allee waren 1888 Anlass zum Bau eines großen Hotels am Rande der Allee auf dem Gelände der ehemaligen Stadtbefestigungsanlagen. Allein der Name Parkhotel Maximilian spricht für die damalige Umgebung des Hotels. Leider hatte der Bau des Hotels zur Folge, dass die westlichen Teile einer erst 1820 entstanden spätklassizistische Toranlage verloren gingen. Diese Toranlage sollte einen ansprechenden Zugang von der Stadt in die Allee gewährleisten. Die östlichen Teile des damaligen Maxtores überlebten weitere 150 Jahre und gingen erst 1955 bei erneuten zerstörerischen Neubaumaßnahmen verloren.

Nach Abbruch der südlich des Dachauplatzes verlaufenden Stadtmauer ab 1860 wurde eine Verlängerung der Klarenangerstraße nach Süden möglich. Es entstand ein neuer Stadtausgang in Richtung Bahnhof und die neue Straße musste ebenso wie die nicht weit westlich entfernte Maximilianstraße die Fürst-Anselm-Allee zwangsläufig durchschneiden. Der neue Straßenzug, der erst 1934 den heutigen Namen D. Martin Luther-Straße erhielt, bot auf seiner Westseite im Bereich der Allee attraktive Bauplätze für Stadtvillen. Dort hatte man umgeben von Bäumen den freien Blick auf den weiteren Verlauf der Allee nach Osten (Ostenallee).
- Als erste Villa entstand hier 1868/9 am heutigen Standort des Verwaltungsgebäudes der Industrie- und Handelskammer (D. Martin-Luther-Straße Nr. 12) die Villa des Privatiers und ehemaligen Seifensieders Johann Gschwendtner. Das vom Architekten Heinrich von Hügel architektonisch reizvoll gestaltete, spätklassizistische Palais mit Anklängen an den Palladianismus kam später in den Besitz der Familie des jüdischen Großhändlers Salomon Schwarzhaupt, dessen Ehefrau Betty in den Häusern neben dem Goliathhaus am Eck Goliathstraße / Watmarkt betrieb. Nach dem Tod ihres Ehemannes wurde die Ehefrau 1935 von der örtlichen NSDAP-Führung in Regensburg gezwungen, das Palais – das von der Bevölkerung Schwarzhaupt-Villa genannt wurde – für 61.500 Reichsmark an die NSDAP billigst zu verkaufen. Die NSDAP nutzte, den eindrucksvollen Bau als Parteizentrale (Ostmarkhaus) und plante, den Raum vor der Villa als Aufmarschplatz für 50.000 Mann zu nutzen, was sich aber als nicht möglich erwies. Die Schwarzhaupt-Villa, wie sie von der Bevölkerung trotz Nutzung durch die NSDAP weiterhin genannt wurde, überstand zwar den Krieg, aber nicht die Neubaumaßnahmen der Nachkriegszeit. 1955 wurde die Schwarzhaupt-Villa zugunsten eines Neubaus des Verwaltungsgebäudes der Industrie- und Handelskammer abgebrochen.
- Auch die der Schwarzhaupt-Villa südlich benachbarte Aretin-Villa (D. Martin-Luther-Straße Nr. 14), deren Besitzer Karl Freiherr von Aretin war, Chef der Thurn und Taxis Gesamtverwaltung, überstand den Krieg, musste aber 1960 einem sog. Punkthaus weichen, einem der damals modernen Hochhäuser mit innerem Erschließungskern. Nur 100 m westlich entfernt von der Aretin-Villa entstand am Ende der Maximilianstraße ein weiteres ähnliches Hochhaus im Bereich der Allee. Bei dieser Baumaßnahme gingen die verbliebenen Reste des Maxtores verloren.[6][7]

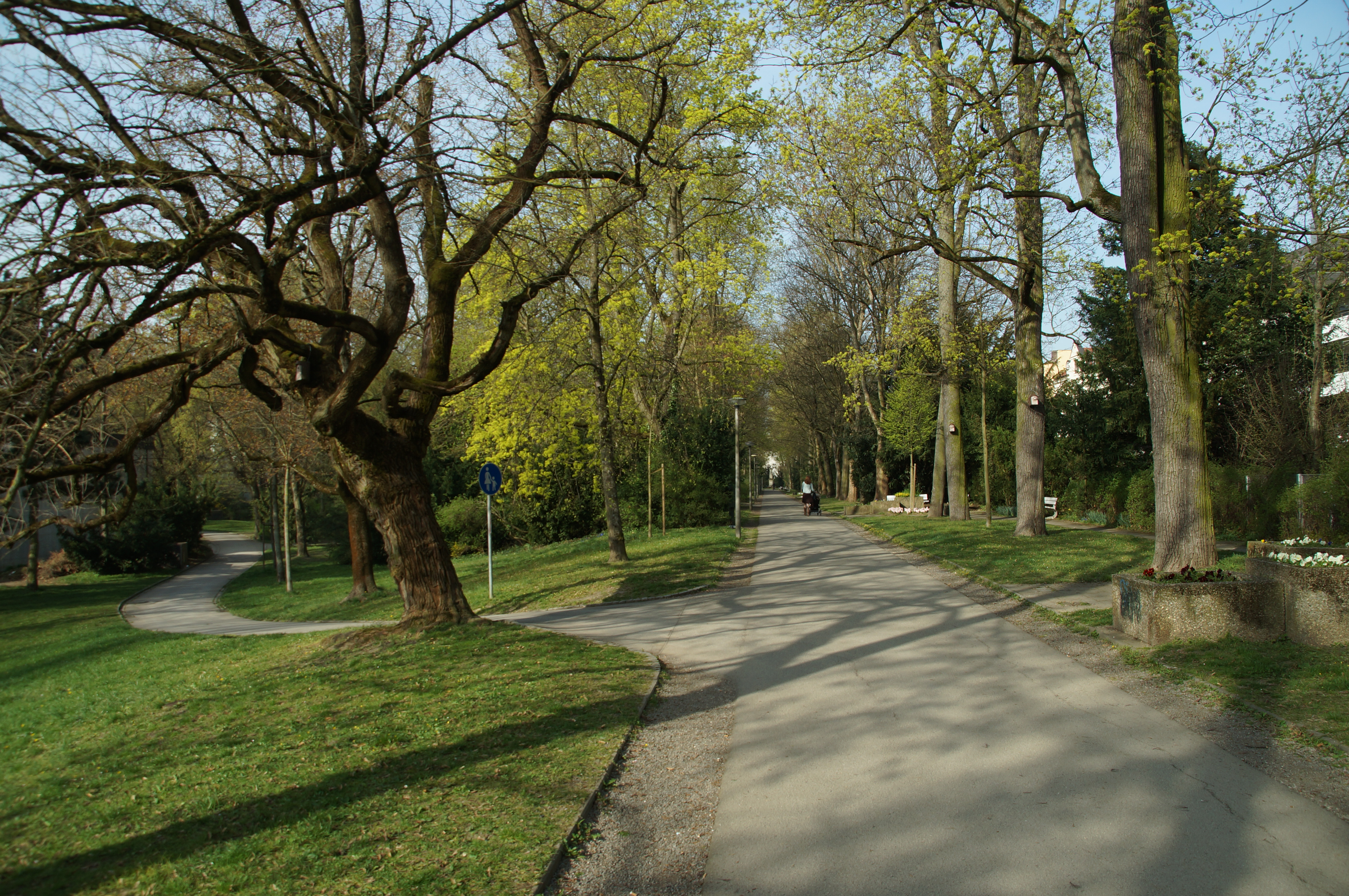
Ostenallee

Die geschilderten Nachkriegsbaumaßnahmen waren schwere Eingriffe in die Substanz der Fürst-Anselm-Allee. Der Verlauf der Mauer und die Sichtbeziehungen von der Fürstenallee zur Ostenalle wurden dauerhaft stark gestört. Die Eingriffe wurden noch dadurch verschlimmert, dass auch im Boden befindlichen Reste der Römermauer und der mittelalterlichen Stadtmauer, die in diesem Abschnitt einen identischen Verlauf hatten, betroffen waren. Dem Einsatz eines Regensburger Bürgers – dem heute vor Ort auf einer Hinweistafel gedankt wird – ist es zu verdanken, dass die Mauerreste im Bereich zwischen den beiden damals neu entstandenen Hochhäusern erhalten wurden. Heute beginnt hier ein ausgeschilderter Weg zur Entdeckung der weiteren Reste der Römermauer im Bereich der Altstadt, darunter auch ein großer Abschnitt der Römermauer im Untergeschoss des Verwaltungsgebäudes der Industrie- und Handelskammer.

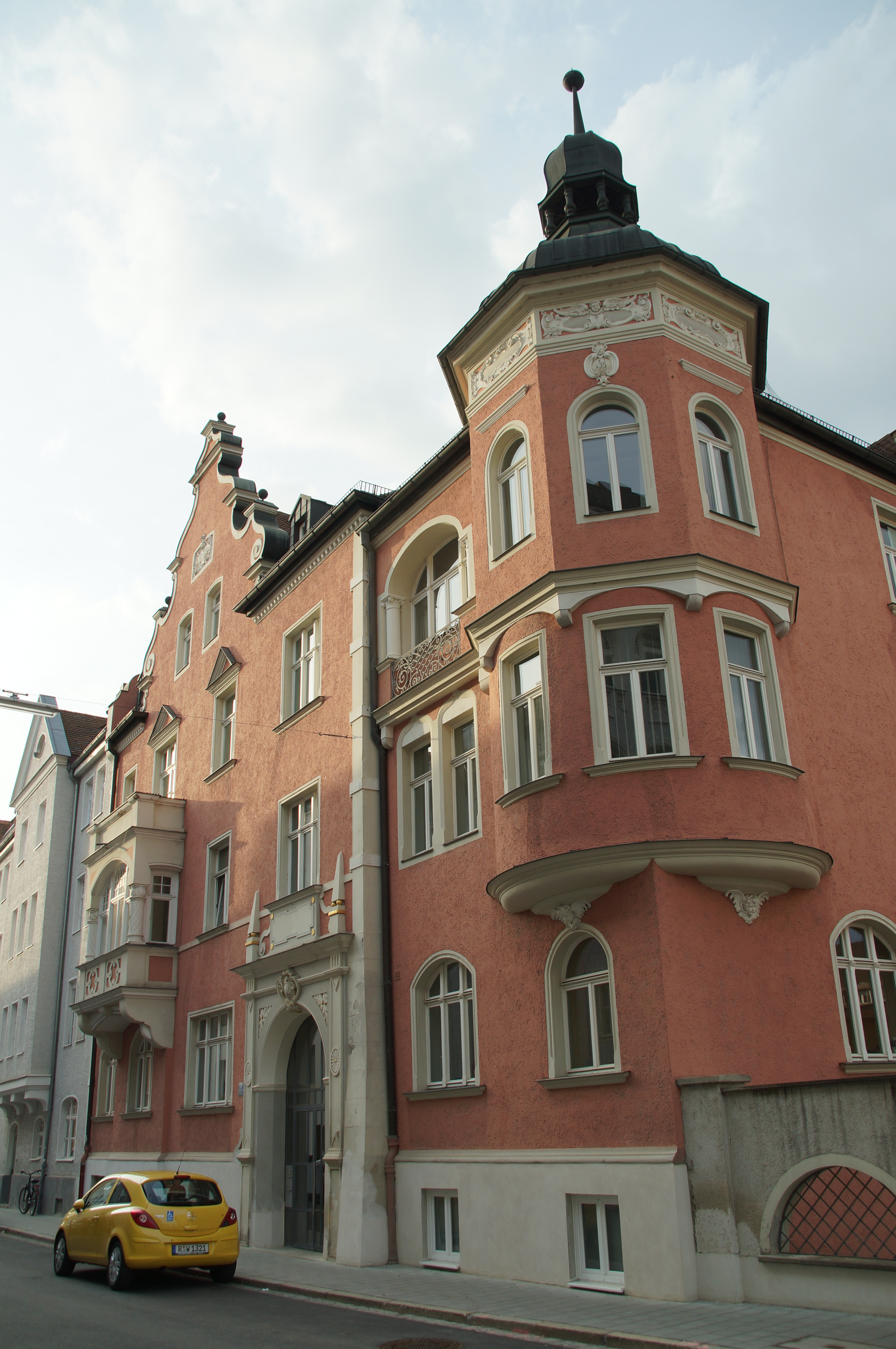
Von-der-Tann-Straße
Nr. 7

- Um und nach 1870 entstanden in der D. Martin-Luther-Straße weitere Villen und Häuser des Großbürgertums im Stil des Historismus der Gründerzeit. Nur zwei dieser Häuser blieben erhalten und wurden aufgenommen in die Liste der Baudenkmäler in Regensburg-Bahnhofsviertel: die Villa Nr. 15 im Stil des Neubarock und die Villa Nr. 17 mit Eckturm und imitierter Fachwerkgliederung. Verloren ging die bombengeschädigte Villa Nr. 21 des Regensburger Hofrats Dr. Ludwig Eser, die durch eine pompöse Palastfassade gekennzeichnet war.[6]

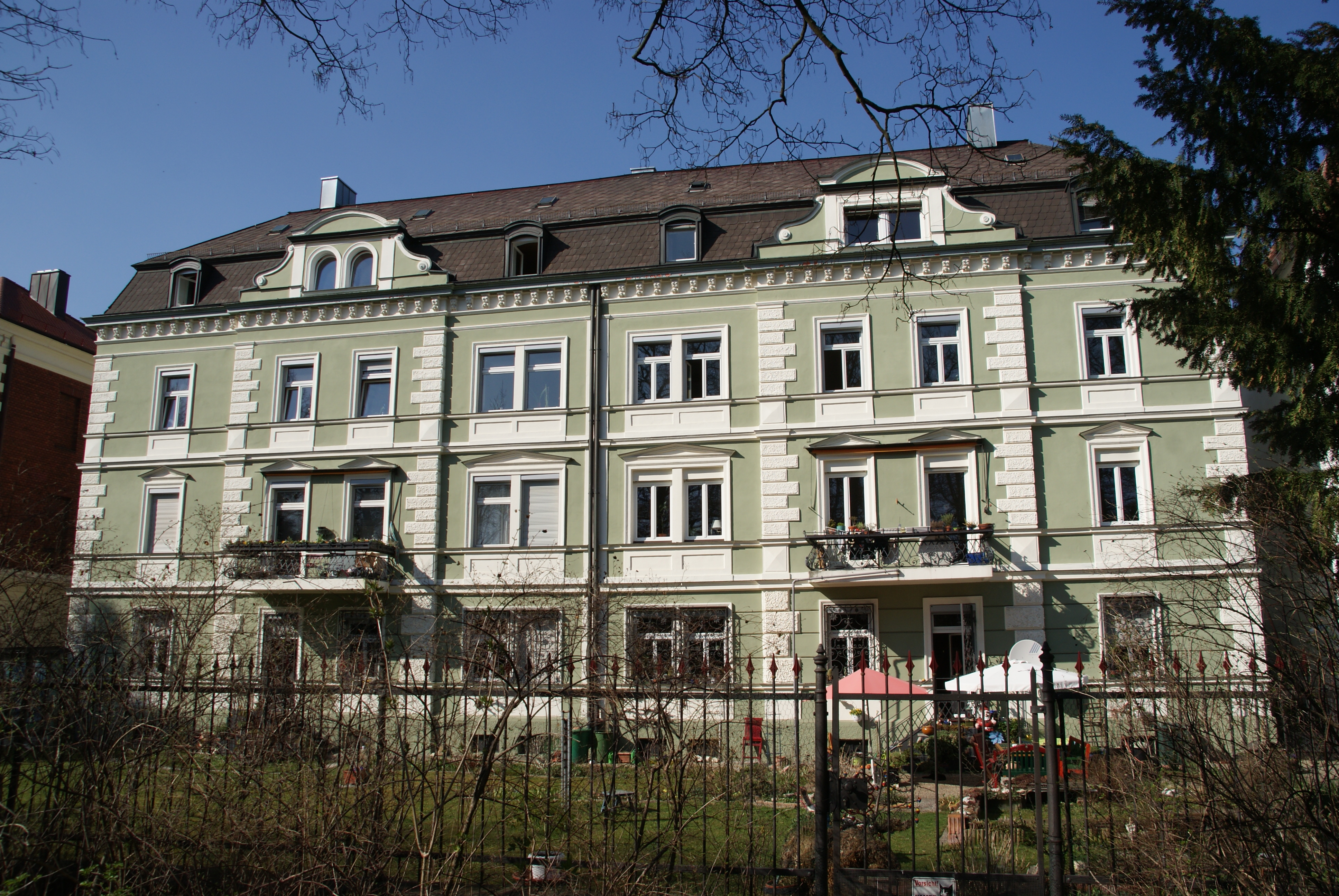
Von-der-Tann-Straße
Nr. 22–24

#### Bereich Ostenalle, Von-der-Tann-Straße
Die Von-der-Tann-Straße, benannt nach dem bayerischen Infanterie-General Ludwig von der Tann, verbindet die D.-Martin-Luther-Straße mit der Gabelsbergerstraße. Sie erhielt ihren Namen erst 1885, denn erst zu dieser Zeit zeichnete sich ab, dass nach dem Abbruch der Stadtmauer hier eine Straße entstehen konnte, wo vorher hinter der Stadtmauer nur ein schmaler Feldweg verlief, den man wegen der vielen im Umfeld vorhandenen landwirtschaftlichen Flächen zum Anbau von Kohl Krautererweg nannte. Nach dem Abbruch der Stadtmauer waren hier viele große Grundstücke vorhanden, die zur Bebauung mit großen, Wohn- und Geschäftshäusern gut geeignet waren, weil zur Fundamentierung der Neubauten die im Boden verbliebenen Fundamente von Stadtmauer und Zwingermauer genutzt werden konnten. Auf dem Gelände des ehemaligen Stadtgrabens konnten Gärten angelegt werden und die parallel verlaufende Ostenallee bot mit ihren Bäumen für die Bewohner einen reizvollen Anblick. Die Bebauung mit fast ausnahmslos herrschaftlichen, mehrgeschossigen Jugendstil-Mietshäusern mit Großwohnungen begann nach 1900. In dieser Zeit entstanden elf große Wohn- und Geschäftshäuser, die in die Liste der Baudenkmäler in Regensburg-Ostnerwacht aufgenommen wurden. Bereits 1897 begann hier an der Ostenallee auch der Bau der Von-der-Tann-Schule nach Plänen von Adolf Schmetzer.

#### Bereich Prebrunn-Allee

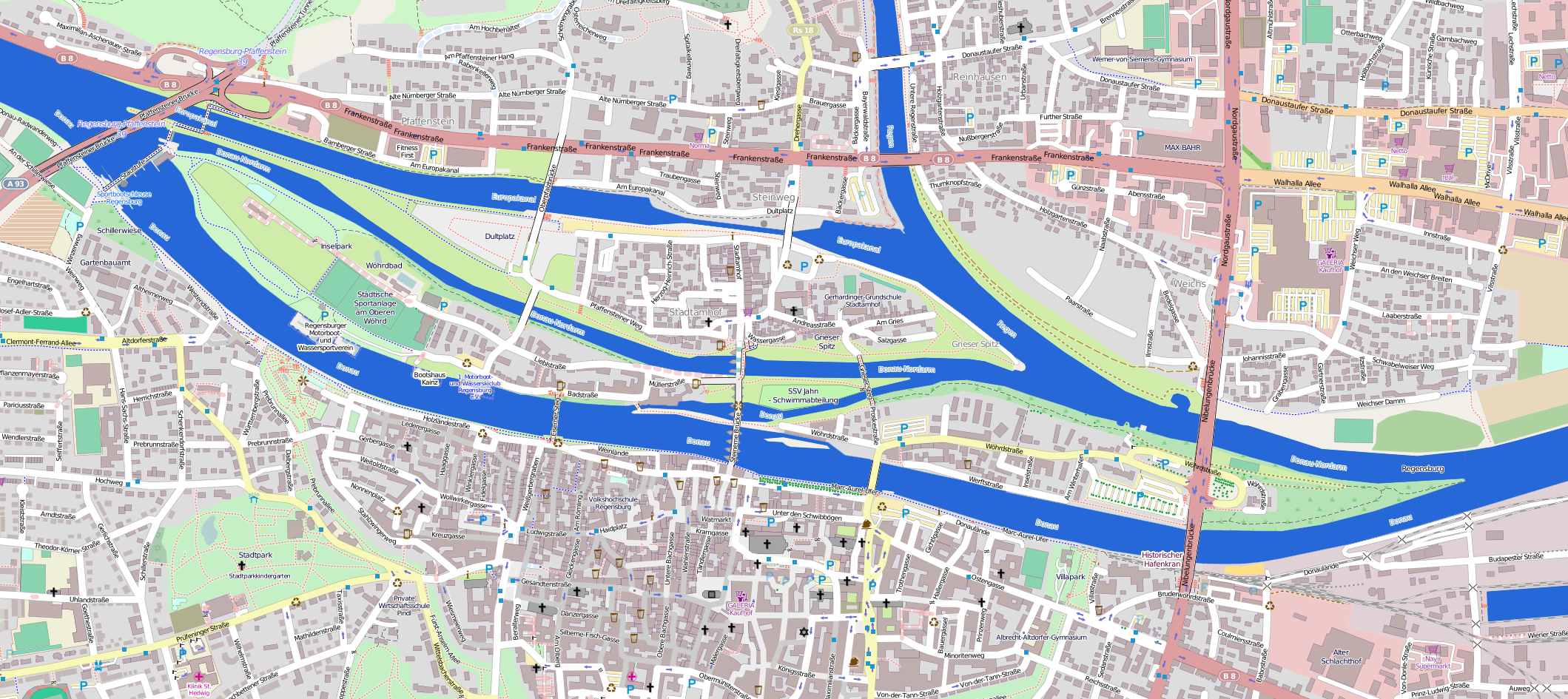
Verlauf von Straßen im Bereich Prebrunnallee, Fürstenallee (Wittelsbacherstr.), Ostenallee (Von-der-Tann-Str.)

Die Anlage der Baumallee im westlichen Abschnitt vor der Altstadt zwischen dem Jakobstor und der Prebrunnbastei mit dem Prebrunntor am Donauufer verzögerte sich und wurde zu Lebzeiten von Fürst Karl-Anselm von Thurn und Taxis nur eingeschränkt verfolgt. Die Stadtbefestigungsanlagen in diesem Abschnitt und die Vorwerke waren im Verlauf des 30-jährigen Krieges schwer beschädigt worden. Auch der hier vor dem Jakobstor bereits um 1511 entstandene Lindenpark – ein Vorläufer des späteren Stadtparks – war vollständig zerstört. Die Wiederherstellung der beiden Friedhöfe und der Parkanlagen, die auch von Schützengesellschaften genutzt und mit speziellen Anlagen und Häusern für Schützen bebaut wurden, brachte es mit sich, dass die Anlage der Allee in diesem Bereich nur nach und nach erfolgte. Beeinträchtigt wurde die Anlage der Allee zusätzlich dadurch, dass der Verlauf der Wege und Straßen in diesem Bereich häufig verändert werden musste. Die am Ende der Stadtmauer an der Donau liegende Prebrunnbastei hatte sich im 30-jährigen Krieg nicht bewährt und wurde nach dem Krieg um 1656 erheblich vergrößert. Danach war das Prebrunntor für Fußgänger und Fuhrwerke nicht mehr passierbar. Deshalb mussten die Verläufe der Wege und Straßen mit denen der Vorort Prebrunn zu Fuß und mit Fuhrwerken erreichbar war, verändert werden. Für die in Prebrunn tätigen Handwerker und auch für die ab Ende des 18. Jahrhunderts wachsende Anzahl von Besuchern des als Badeort zunehmend beliebten Vorortes Prebrunn musste ein besonderer Zugang zur Stadt – das sog. Prebrunn-Türl – geschaffen werden, das den Durchgang durch die Stadtmauer ermöglichte. Für die Fuhrwerke der Ziegeleien in Prebrunn musste das Jakobstor auf einem befestigten Weg gut erreichbar sein.

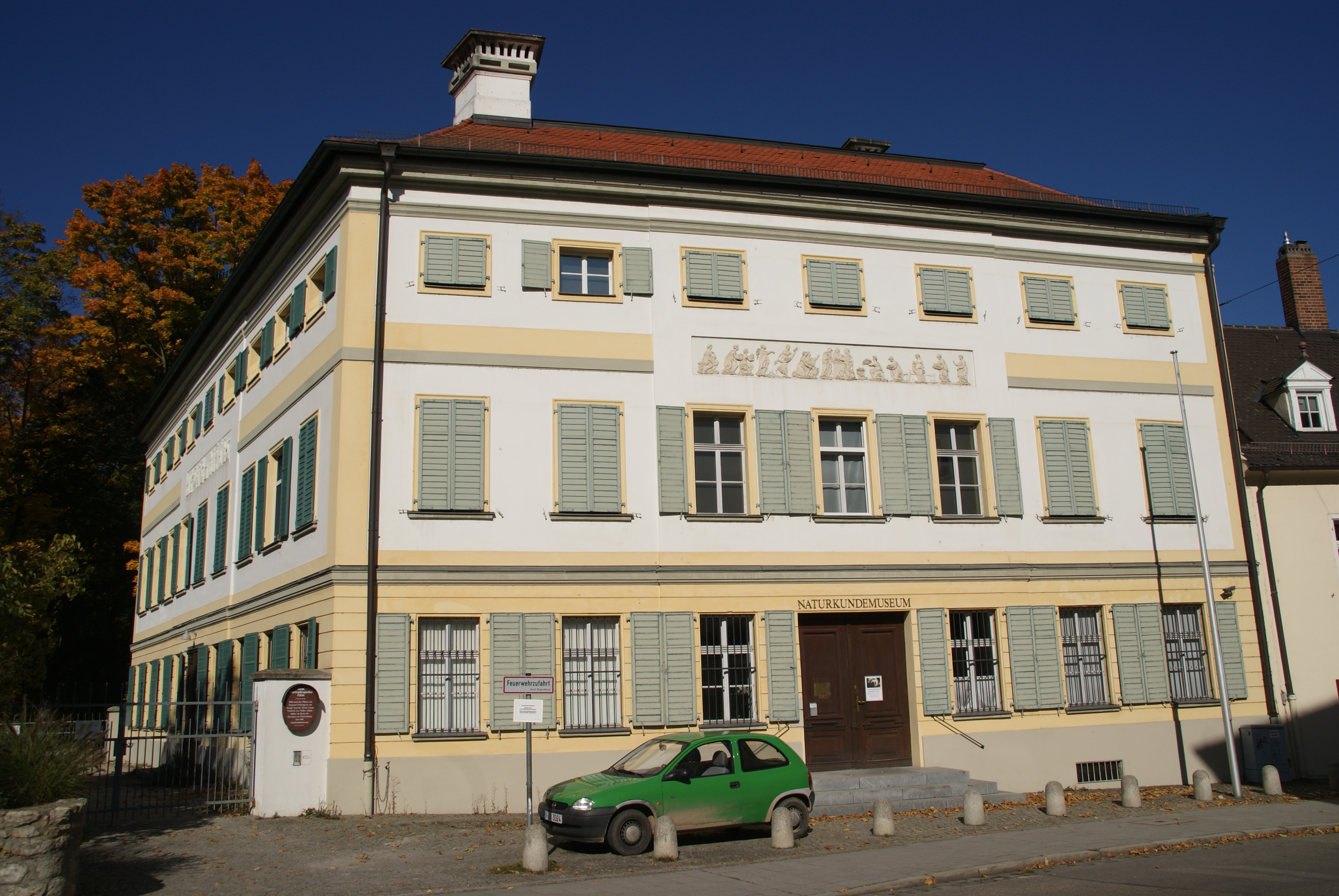
Württembergisches Palais
Naturkundemuseum

1804 erwarb der Thurn und Taxische Hofrat Georg Friedrich von Müller vom damaligen Landesherrn Fürstbischof Karl Theodor von Dalberg, der den Weiterbau der Allee tatkräftig und finanziell unterstützte, das gesamte Gelände der Prebrunnbastei und zusätzlich auch noch mehrere südöstlich angrenzende Grundstücke, dabei auch Zwinger-Grundstücke der noch vorhandenen Stadtbefestigungsanlagen. Müller ließ die militärischen Einrichtungen der Prebrunnbastei schleifen und das Gelände zu einer hügeligen Gartenanlage umgestalten aus der sich der Herzogspark entwickelte, der heute als Endpunkt der Fürst-Anselm-Allee im Westen bezeichnet wird. Südöstlich anschließend an die Gartenanlage ließ Müller 1804–1806 das noble Württembergische Palais erbauen, wofür der Turm XXXVII der Stadtmauer abgebrochen werden musste. Nach dem Tod von Müller erwarb Fürst Maximilian Karl von Thurn und Taxis Gebäude und Gartenanlage für seine Schwester, die sich Herzogin von Württemberg nannte.

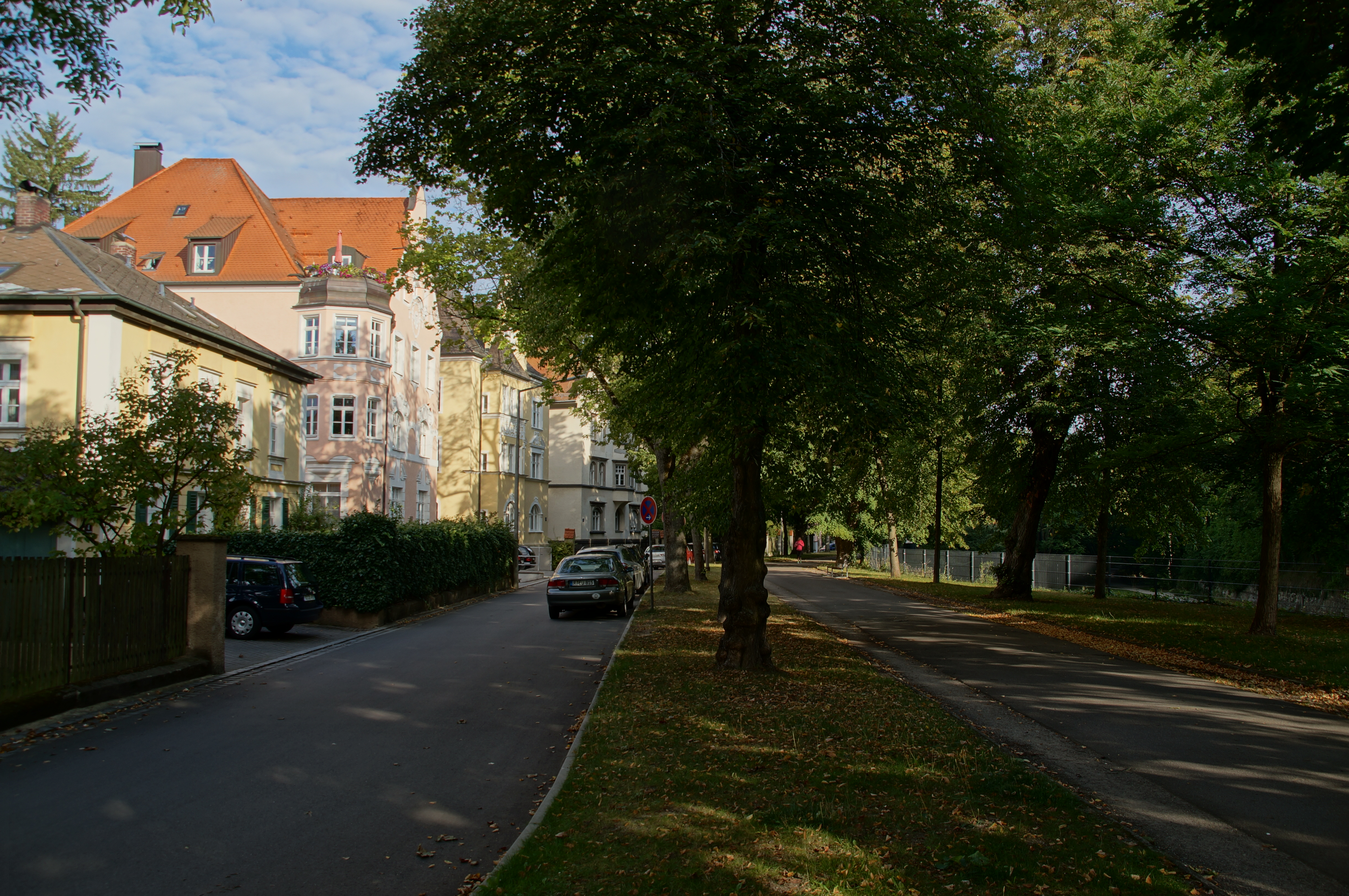
Prebrunn-Allee

Dem verzögerten Ausbau der Prebrunn-Allee entsprechend erfolgte die Bebauung mit attraktiven Wohnhäusern im Bereich der baumbestandenen Prebrunnallee und im Bereich des etwas abseitiger gelegenen und nicht von Bäumen umgebenen Stahlzwingerwegs erst gegen Ende des 19. und am Beginn des 20. Jahrhunderts.

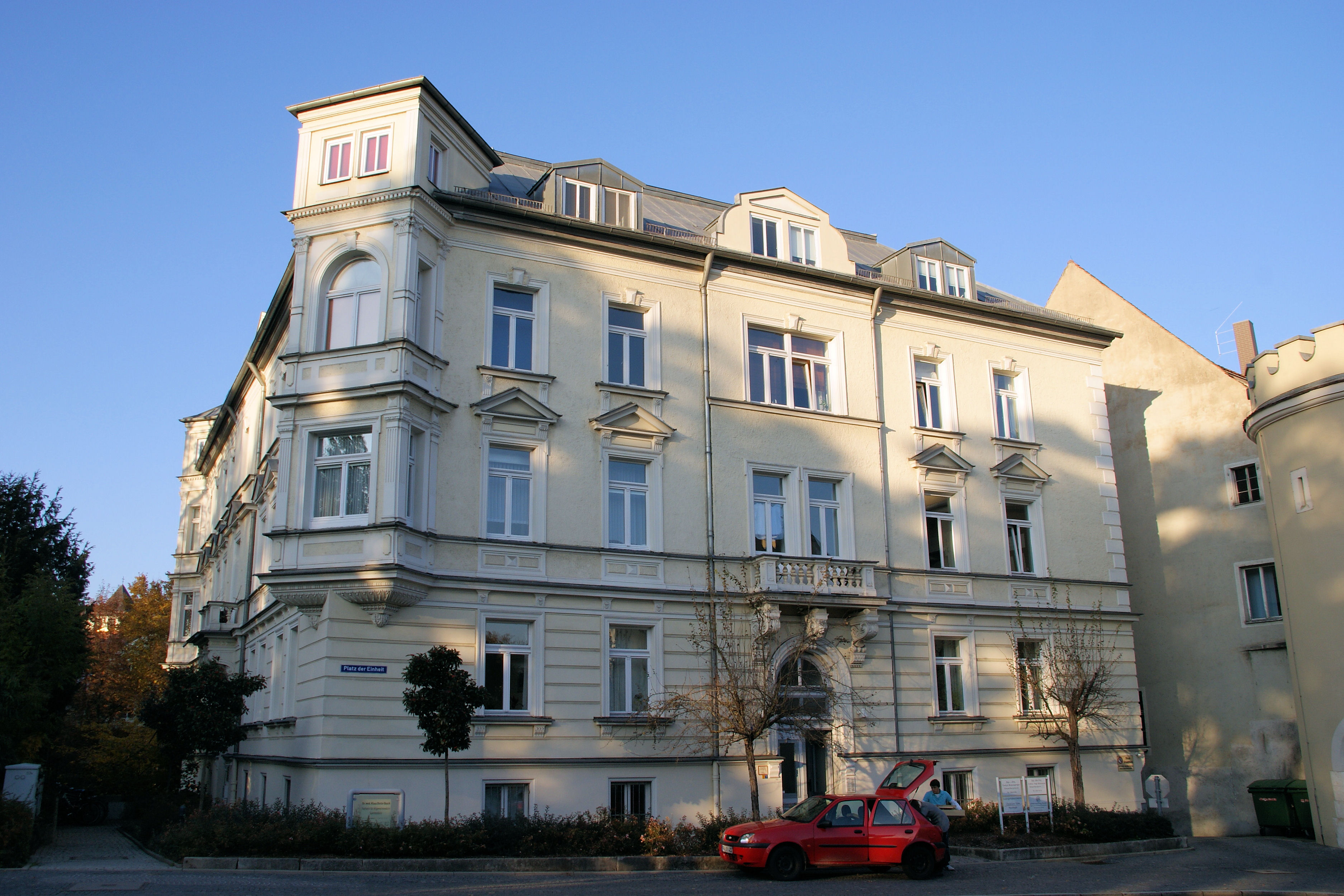
Platz der Einheit Nr. 1

- Eine erste, frühe massive Bebauung (heute: Platz der Einheit Nr. 1) erfolgte zwischen 1884 und 1889 unmittelbar angrenzend an den nördlichen Flankenturm des Jakobstors, außerhalb des Alleebereichs aber mit Blick auf den wenig westlich entfernten Stadtpark. Auf dem ungewöhnlich beengten Bauplatz entstand in zwei Bauabschnitten ein viergeschossiger und gestelzter Mansardwalmdachbau mit Mittelrisaliten, Eckerkern und Balkonen im Stil der Neurenaissance. Das große Gebäude wurde mehrere Jahre nach dem Abbruch der Stadtmauer errichtet, die dem Verlauf des heutigen Stahlzwingerwegs folgte. Damit steht das Gebäude auf dem ehemaligen Gelände des Stadtgrabens vor der noch heute dort erhaltenen Zwingermauer.
- In der zum Stahlzwingerweg westlich parallel nach Süden verlaufenden Prebrunnallee entstanden in den Jahren zwischen 1890 und 1904 fünf mehrgeschossige Wohnhäuser (Nr. 1, Nr. 4, Nr. 5, Nr. 6, Nr. 7), die in die Liste der Baudenkmäler in Regensburg-Westenviertel aufgenommen wurden.
- Im Stahlzwingerweg finden sich zwei Häuser (Nr. 11, Nr. 23), die in den Jahren 1894 und 1905 entstanden und in die Liste der Baudenkmäler in Regensburg-Westnerwacht aufgenommen wurden.

Villen an der Fürst-Anselm-Allee, Bereich Prebrunnallee
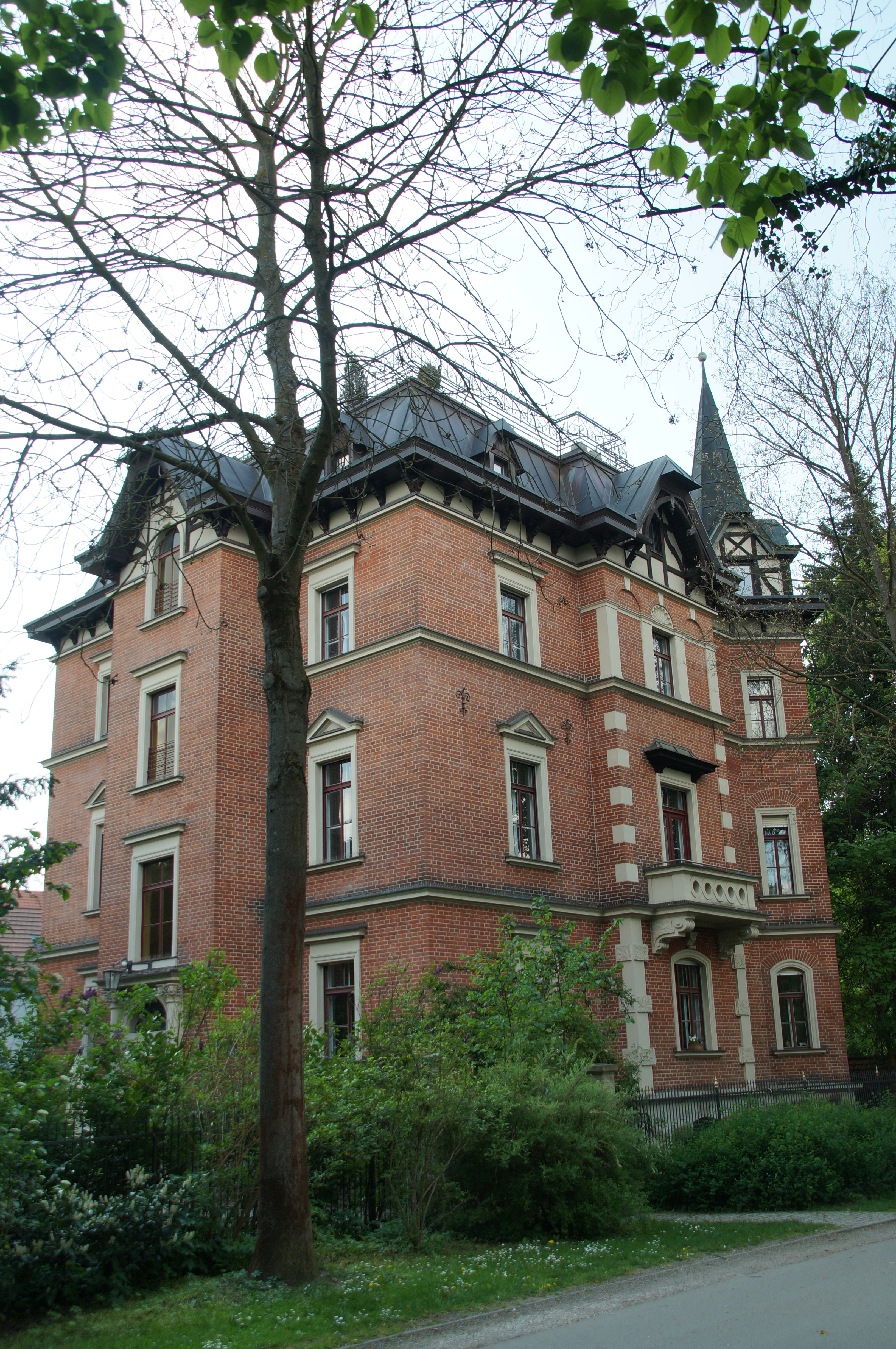
Prebrunnallee Nr. 1
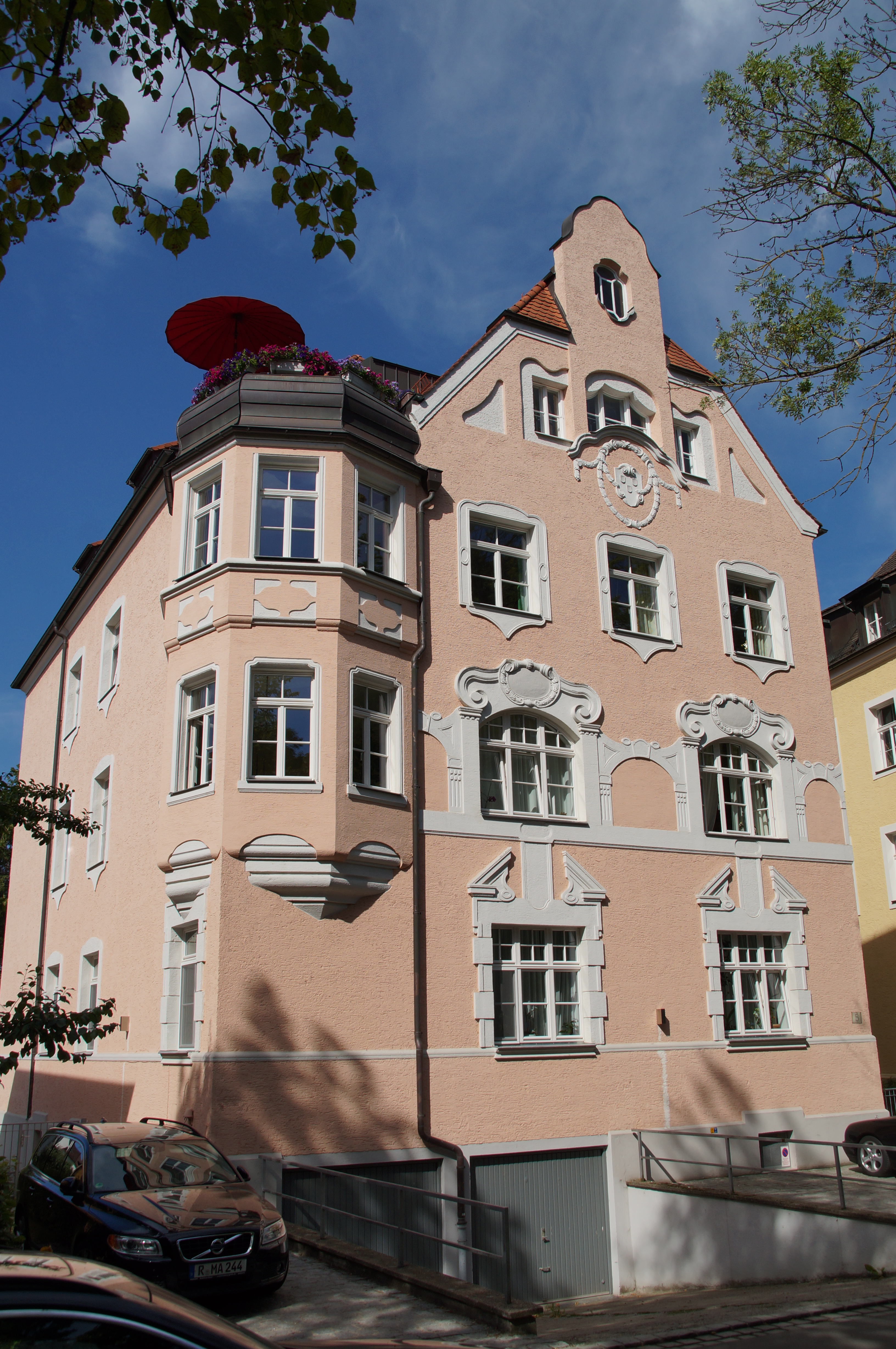
Prebrunnallee Nr. 5
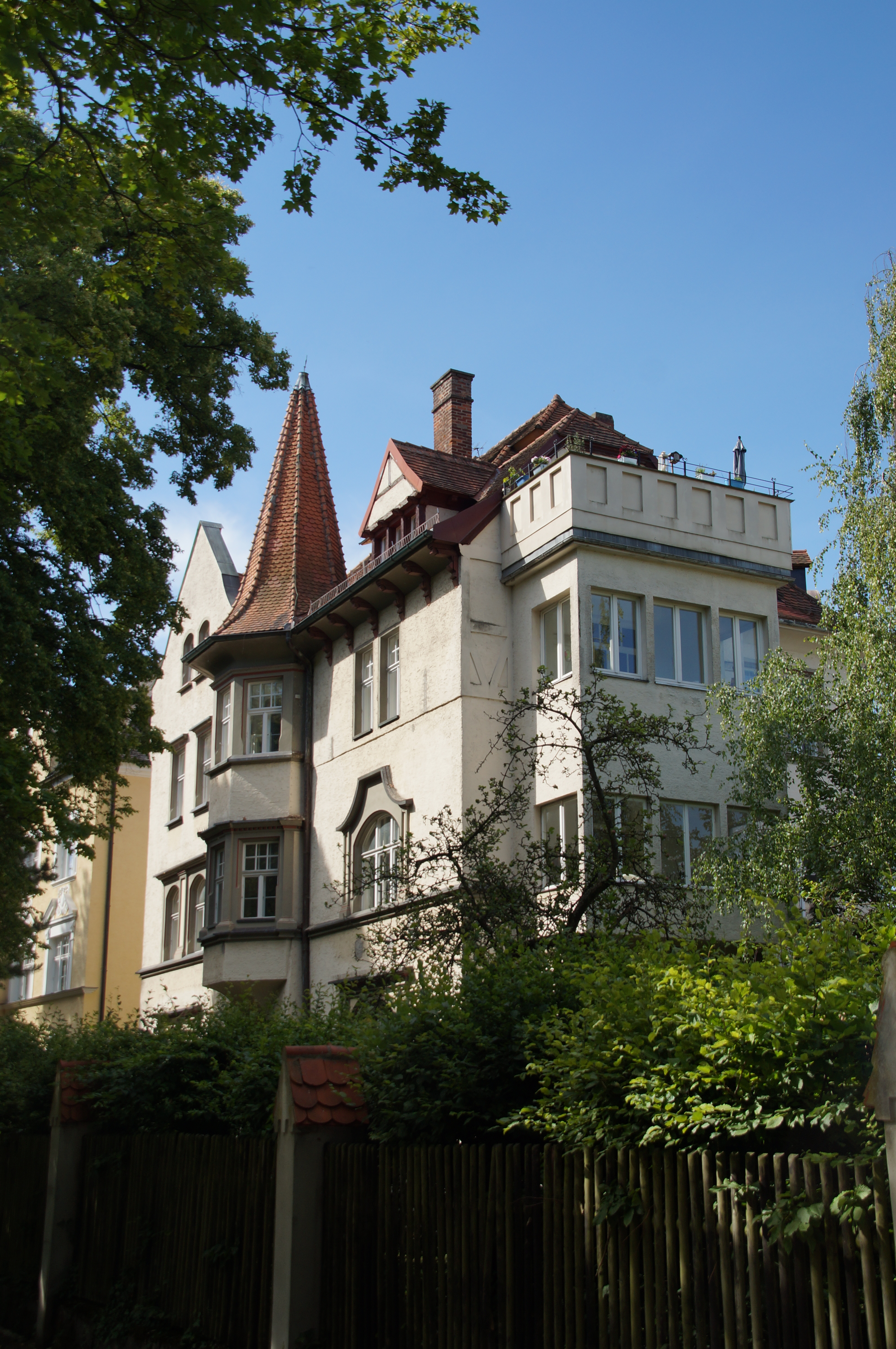
Prebrunnallee Nr. 7
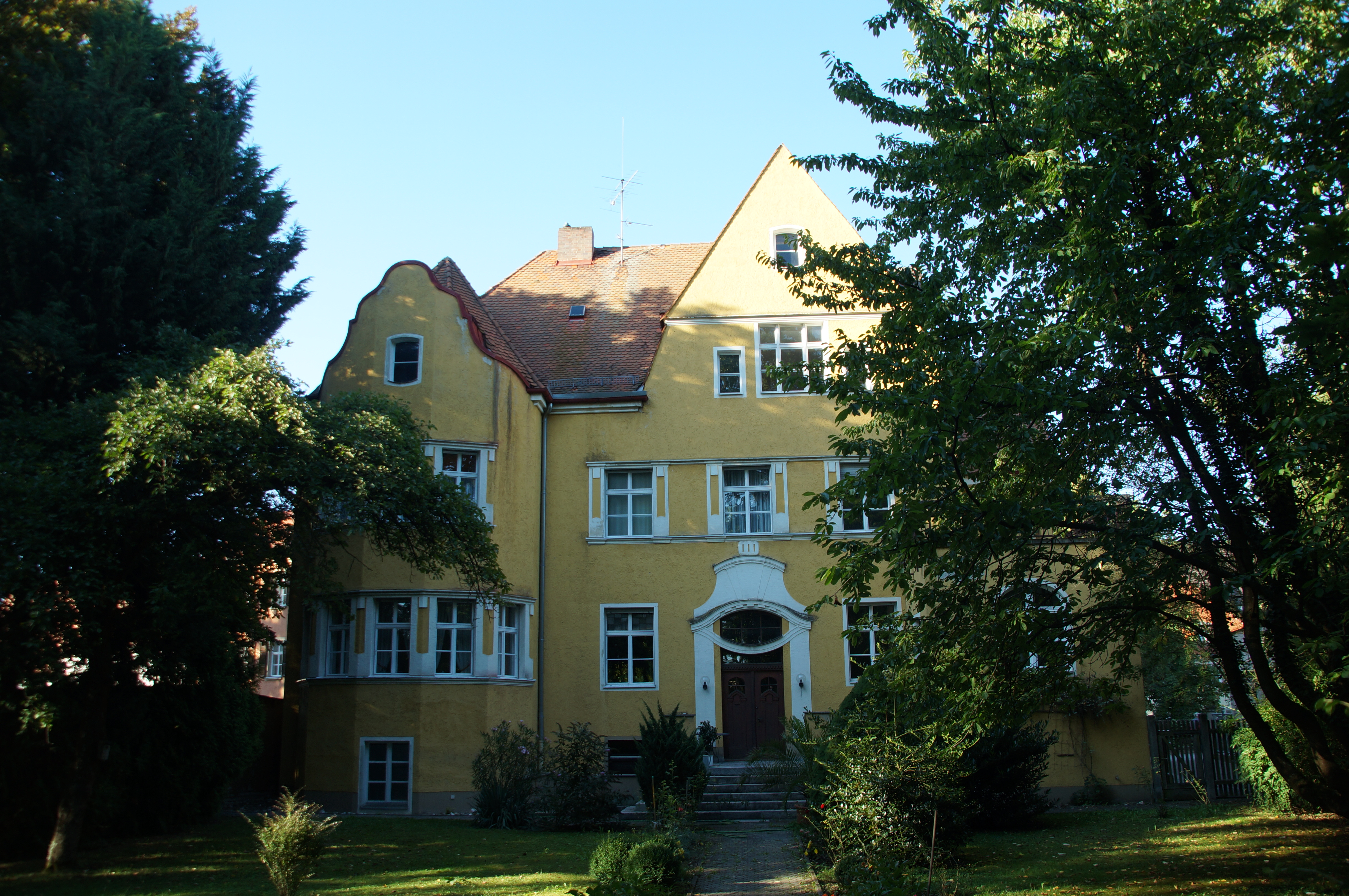
Stahlzwingerweg Nr. 11
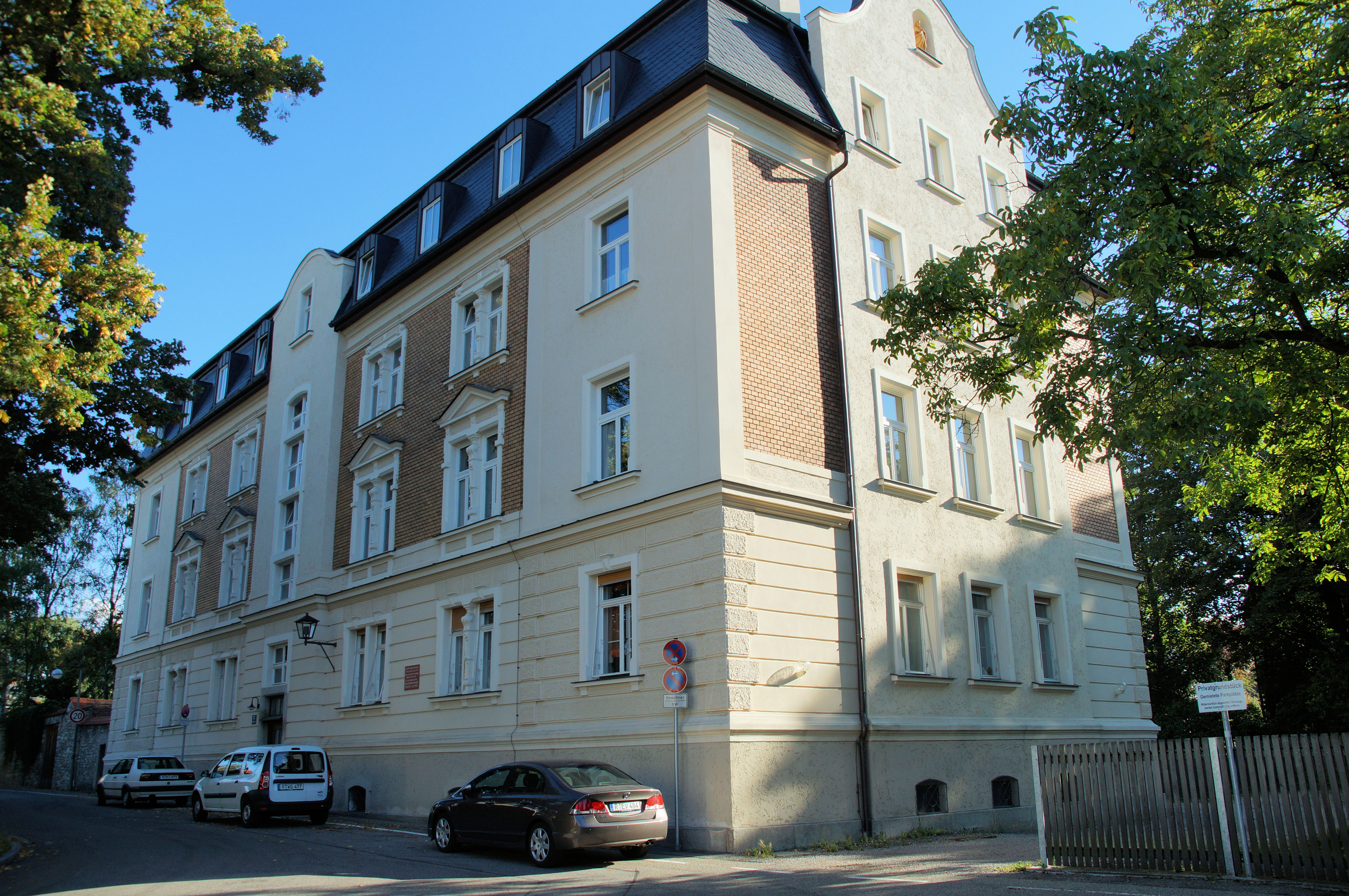
Stahlzwingerweg Nr. 23